# Zofingen
Zofingen (schweizerdeutsch Zofige [ˈtsɔfiɡə], französisch Zofingue) ist eine Einwohnergemeinde und Hauptort des gleichnamigen Bezirks im Kanton Aargau in der Schweiz. Sie liegt im äussersten Südwesten des Kantons im Wiggertal, an der Grenze zum Kanton Luzern, und bildet den südlichen Schwerpunkt eines Ballungsgebietes, das sich über Oftringen und Aarburg und bis nach Olten und Trimbach im Kanton Solothurn erstreckt. Die Stadt liegt nahe dem Kreuzungspunkt der wichtigsten Nord-Süd- und West-Ost-Verkehrswege der Schweiz. Mit 12'796 Einwohnern (31. Dezember 2023) ist Zofingen die neuntgrösste Gemeinde des Kantons.
In der Antike war Zofingen eine Siedlung der keltischen Helvetier, später errichteten die Römer einen Gutshof. Die Alemannen siedelten im 6. Jahrhundert und bildeten eine der ältesten Pfarreien im Aargau. Im 11. Jahrhundert gründeten die Frohburger ein Chorherrenstift; und 1231 erfolgte die erste urkundliche Erwähnung Zofingens, das 1299 in den Besitz der Habsburger gelangte. 1415 eroberten die Berner die Stadt, 1528 führten sie die Reformation ein. Mit der Ausrufung der Helvetik endete 1798 der Untertanenstatus. Seit 1803 gehört Zofingen zum Kanton Aargau und entwickelte sich zu einem Regionalzentrum. Das benachbarte Mühlethal wurde 2002 eingemeindet.

## Geographie

### Stadtgliederung und Landschaft

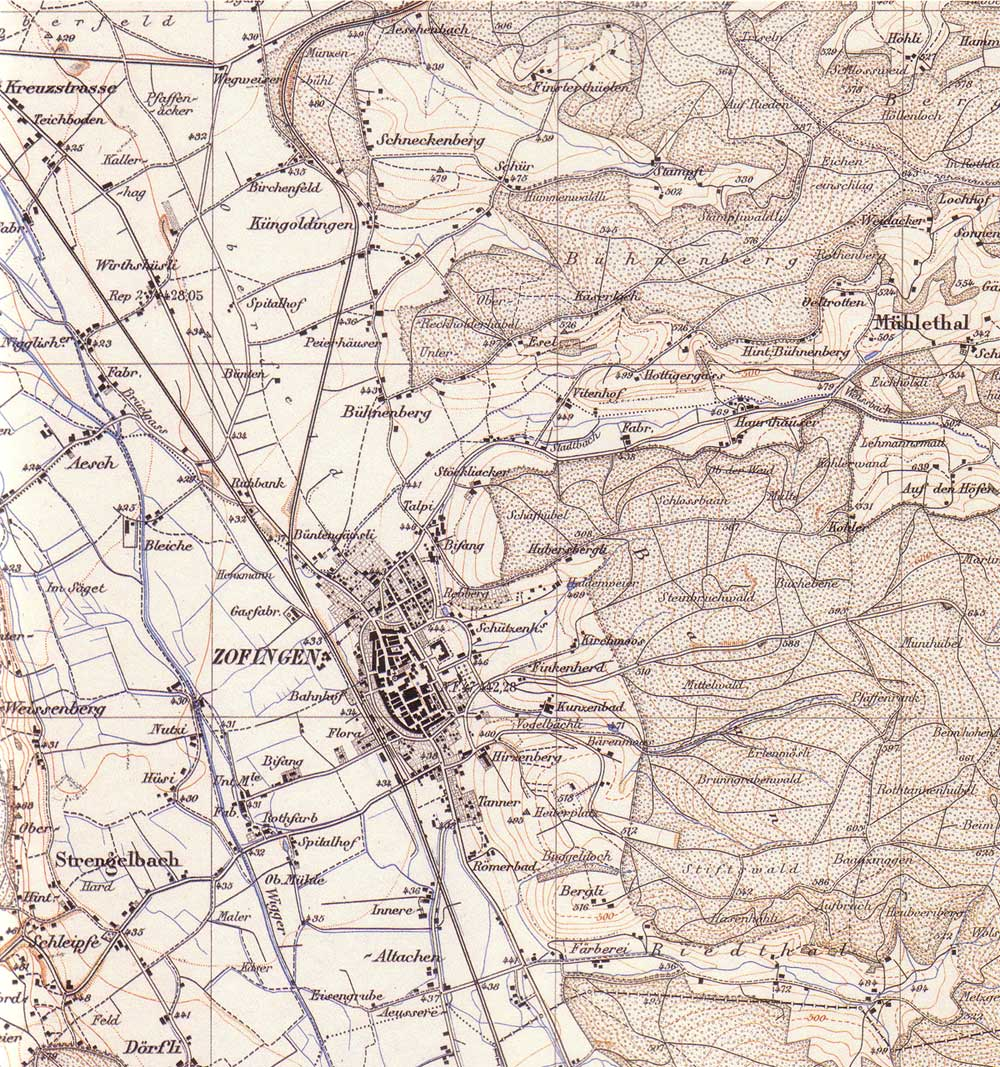
Zofingen im Siegfriedatlas (1884)

Die mittelalterliche Altstadt liegt auf einer leicht erhöhten Terrasse am Rand des Wiggertals. Östlich davon erheben sich vier durch kleine Täler getrennte Hügel. Von Nord nach Süd sind dies der Bärenhubel, der Finkenherd, der Heitern und das Bergli. Diese vorspringenden Hügel gehören zu einem lang gestreckten, breiten und stark gegliederten Hügelzug, der das Wiggertal vom angrenzenden Uerkental trennt. Zwei Täler reichen weit nach Osten in den Hügelzug hinein, das über einen Kilometer lange Riedtal an der luzernischen Kantonsgrenze sowie das knapp drei Kilometer lange Mühletal an der nördlichen Gemeindegrenze. In letzterem liegt das ehemals eigenständige Dorf Mühlethal. Die östlichen zwei Drittel des Gemeindegebiets sind (mit einigen Ausnahmen) fast vollständig mit Wald bedeckt.
Westlich der Altstadt erstreckt sich eine bis zu zwei Kilometer breite Ebene. Entlang der Bahnlinie verläuft der Altachenbach. Dieser fliesst in einem durchschnittlichen Abstand von 600 Metern parallel zur Wigger, welche die westliche Stadtgrenze bildet. Das Gebiet westlich der Altstadt ist dicht besiedelt und weist im nördlichen Teil eine ausgedehnte Industriezone auf. Das überbaute Gebiet ist mit demjenigen von Oftringen und Strengelbach zusammengewachsen, wobei das Oftringer Gemeindegebiet bis etwa zweihundert Meter an den nördlichen Rand der Altstadt heranreicht.
Die Fläche des Stadtgebiets beträgt 1108 Hektaren, davon sind 532 Hektaren bewaldet und 370 Hektaren überbaut. Der höchste Punkt befindet sich auf dem 661 Meter hohen Rottannhubel an der östlichen Stadtgrenze, der tiefste auf 421 Metern an der Wigger. Nachbargemeinden sind Oftringen im Norden, Safenwil im Nordosten, Uerkheim und Bottenwil im Osten, Brittnau im Südwesten sowie Strengelbach im Westen. Im Süden grenzt Zofingen an die Gemeinde Wikon im Kanton Luzern.

### Klima
Zofingen liegt in der gemässigten Klimazone. Prägend für das Klima sind einerseits Winde aus westlichen Richtungen, die oft Niederschlag heranführen, andererseits die Bise (Ost- oder Nordostwind), die meist mit Hochdrucklagen verbunden ist, aber in allen Jahreszeiten kühlere Witterungsphasen verursacht, als im Mittel zu erwarten wären. Der in den Alpentälern und am Alpenrand wichtige Föhn zeigt im Normalfall geringe klimatische Auswirkungen auf Zofingen.
Die nächstgelegenen Messstationen von MeteoSchweiz befinden sich in Buchs und Wynau. Sie liegen 14 bzw. 11 km Luftlinie entfernt und liefern annähernd gleiche Werte. Daraus ergibt sich für Zofingen ungefähr eine Jahresmitteltemperatur von 8,4 °C. Der kälteste Monat ist der Januar mit durchschnittlich −0,6 °C, der wärmste der Juli mit 17,8 °C. Es gibt durchschnittlich 6,0 Hitzetage über 30 °C und 20,0 Eistage unter 0 °C. Die jährliche Niederschlagsmenge beträgt 1075 mm, wobei besonders in den drei Sommermonaten aufgrund der Konvektion höhere Mengen gemessen werden als während der übrigen Jahreszeiten. Das Maximum wird im Juni mit 119 mm erreicht, das Minimum im Oktober mit 70 mm.

## Geschichte

### Tertiär, Eiszeiten
Wie das ganze Mittelland war die Gegend vor 10 bis 40 Millionen Jahren einige Male bis zu 100 Meter vom Meer überflutet. Man findet deshalb heute in Zofingen, Reiden und Umgebung immer wieder Haifischzähne und andere Fossilien. Ihre landschaftliche Prägung erhielt die Gegend durch den Reussgletscher, der auch das Wiggertal schuf.

### Vor der Stadtgründung
Die Region um Zofingen blieb während der Würm-Kaltzeit eisfrei und lag knapp ausserhalb des Ausbreitungsgebiets des Reussgletschers. Die ältesten Siedlungsspuren stammen aus der Jungsteinzeit. Fundgegenstände aus Stein wie Beile, Axtklingen und Keulen kamen auf dem Bärenhubel, an der Luzernerstrasse, westlich der Altstadt, an der Grenze zu Bottenwil und insbesondere auf dem Heitern zum Vorschein. Zwei Beilklingen aus der Bronzezeit sowie eine Lanzenspitze aus der Hallstattzeit lassen auf eine Besiedlung durch die Kelten schliessen. Funde aus der Latènezeit fehlen hingegen.

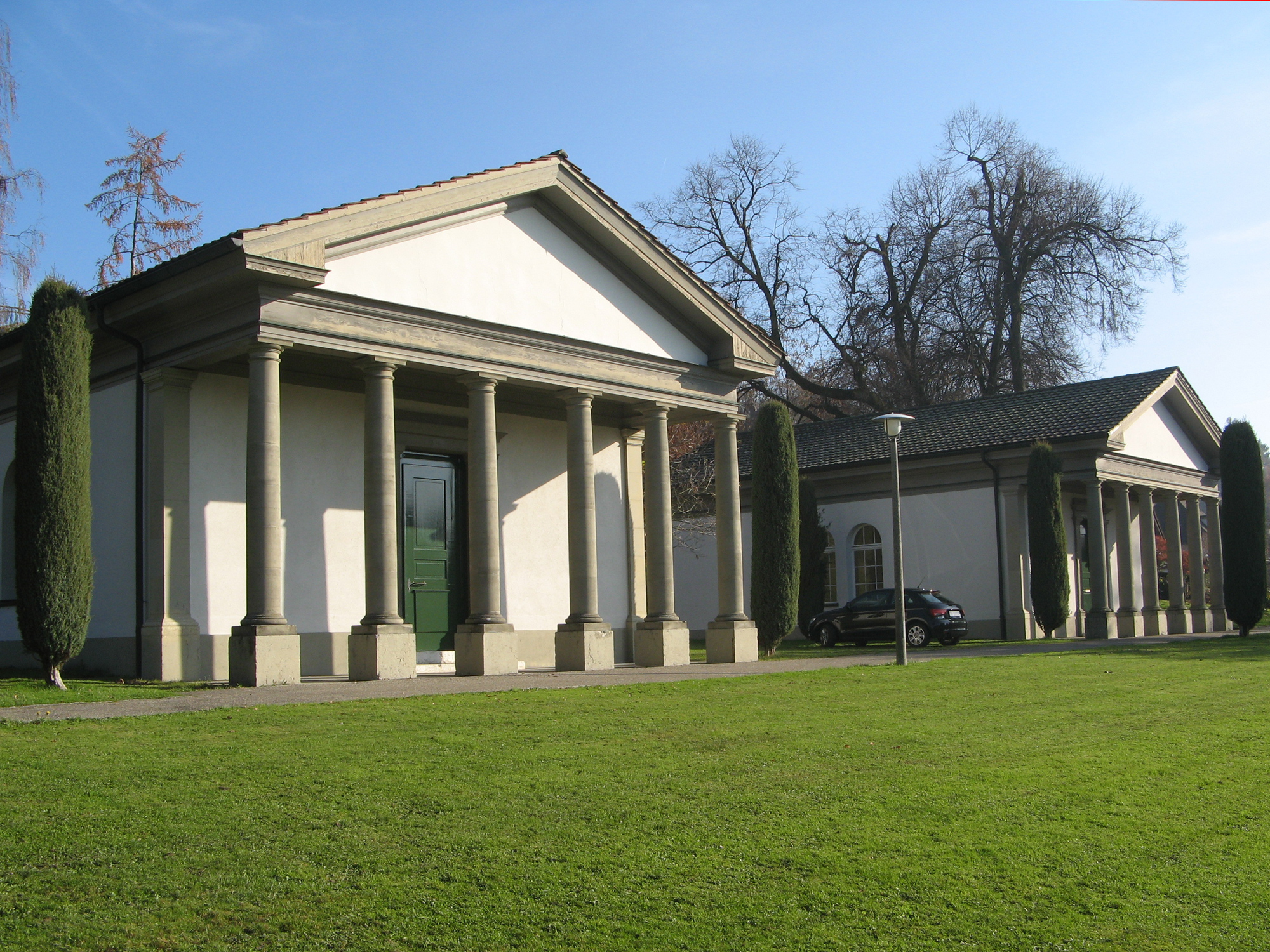
Schutzbauten über den Mosaikböden der Villa rustica von Zofingen (1830/31)

Im 2. Jahrhundert v. Chr. siedelten sich die Helvetier an. Im Bereich der Altstadt entwickelte sich eine kleine Siedlung. Diese gehörte wahrscheinlich zu jenen 400 Dörfern, die Julius Caesar in De bello Gallico erwähnte. Auch während der römischen Herrschaft war das Dorf bewohnt, der lateinische Name ist nicht überliefert. Aufgrund wiederholter Funde von römischen Gegenständen vermuteten humanistische Gelehrte der frühen Neuzeit, Zofingen gehe auf eine Stadt namens Tobinium zurück. 1826 kamen am Südwesthang des Heitern die Überreste eines Gutshofes zum Vorschein. Übertriebene Vorstellungen, bei den Ruinen handle es sich um die Thermen Tobiniums, wichen bald realistischeren Einschätzungen. Die Villa rustica von Zofingen (auch «Römerbad» genannt) war in der zweiten Hälfte des 1. Jahrhunderts n. Chr. entstanden und diente zur Lebensmittelversorgung des Legionslagers in Vindonissa (heute Windisch). Das Herrenhaus erreichte nach zahlreichen Erweiterungen eine Länge von 120 Metern; der Zofinger Gutshof ist somit der grösste, der auf dem Gebiet des Kantons Aargau entdeckt worden ist.
Die Alemannen durchbrachen 259 den Obergermanisch-Rätischen Limes und zogen plündernd und zerstörend durch das Mittelland. Die römischen Truppen mussten sich über die Alpen zurückziehen und konnten die Invasoren erst 277 wieder zurückdrängen. Doch auch danach kam es wiederholt zu Überfällen. Der Gutshof dürfte zu Beginn des 4. Jahrhunderts aufgegeben worden sein. Zwischen 401 und 406 zogen sich die Römer endgültig über die Alpen zurück. Ein paar Jahrzehnte später begannen die Alemannen mit der Besiedlung des fast völlig entvölkerten Mittellands. Die Wortendung «-ingen» lässt darauf schliessen, dass die Siedlung Zofingen während der Landnahmezeit im 6. Jahrhundert entstand. Der Ortsname leitet sich vom althochdeutschen Zofingun ab, was «bei den Leuten des Zofo» bedeutet.
In Zofingen entstand um das Jahr 600 herum eine Urpfarrei, die sich bald zum religiösen Zentrum der Region entwickelte. Aus dieser Zeit stammt die erste bekannte Pfarrkirche, ein Vorgängerbau der heutigen reformierten Stadtkirche. Bei Grabungen in den Jahren 1979 und 1980 stiessen Archäologen auf zwei Steinkistengräber alemannischer Adeliger mit goldenen Beigaben aus dem 7. Jahrhundert. Bei den Bestatteten, einem Mann und einer Frau, handelt es sich wahrscheinlich um die Stifter der Kirche.

### Frohburger und Habsburger

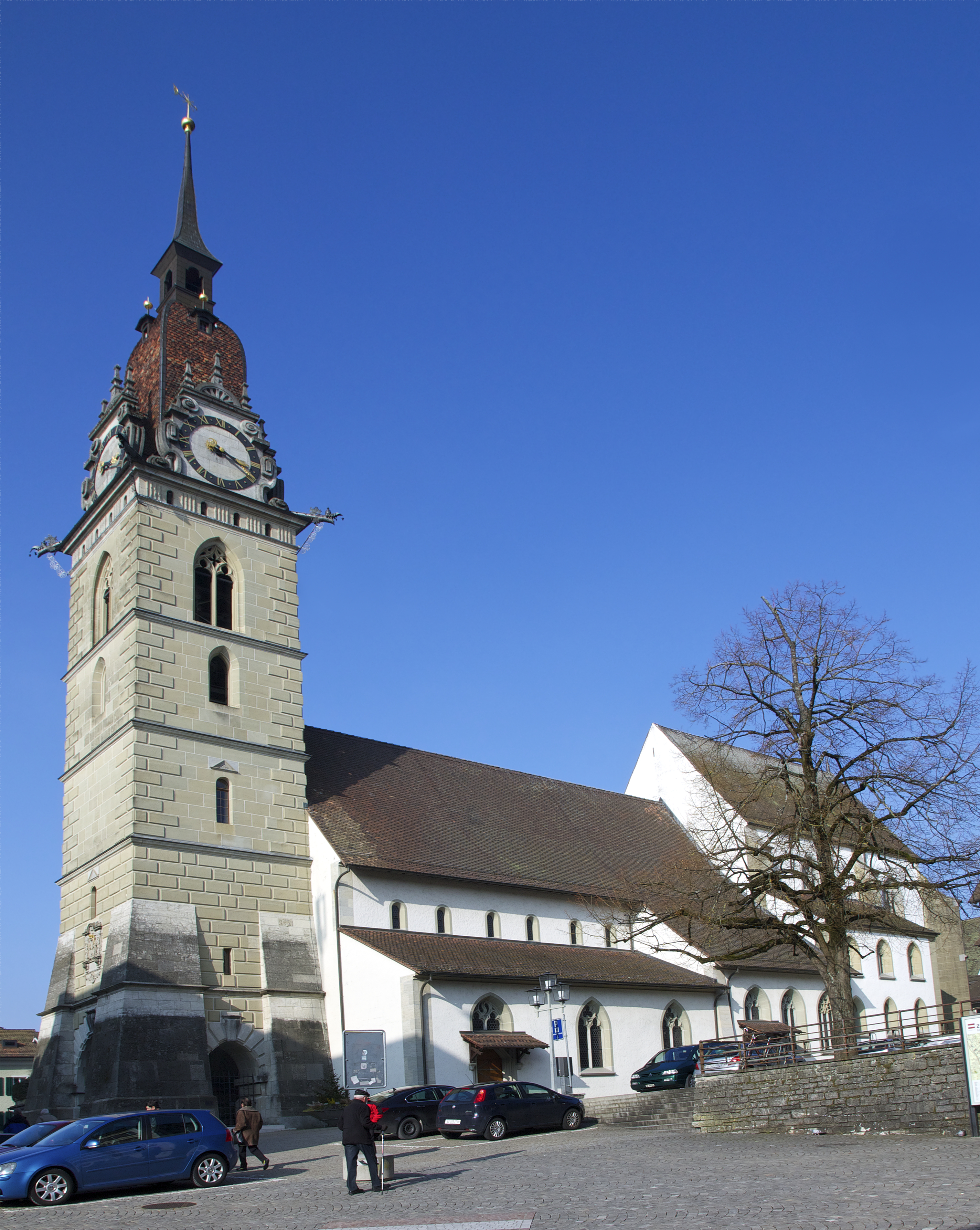
Stadtkirche

Ein befestigter Hof neben der Kirche gilt als erster Stammsitz der Grafen von Frohburg. Diese zogen im 10. Jahrhundert in die repräsentative Frohburg bei Trimbach und wandelten die Kirche Ende des 11. Jahrhunderts in ein Chorherrenstift um, das dem heiligen Mauritius geweiht war. Es entwickelte sich ein befestigtes Markt- und Verwaltungszentrum am Handelsweg von Basel nach Luzern. Die erste urkundliche Erwähnung des Chorherrenstifts erfolgte 1201, jene der Stadt Zofingen 1231. Wann das Stadtrecht verliehen wurde, ist nicht bekannt. Archäologische Grabungen wiesen die Existenz zweier metallverarbeitender Betriebe im 12. Jahrhundert nach. Der Bau der Stadtmauer fällt in den Zeitraum zwischen der Mitte des 13. Jahrhunderts und dem Beginn des 14. Jahrhunderts.
In der ersten Hälfte des 13. Jahrhunderts begann Zofingen mit der Prägung eigener Münzen, die in der heutigen Nordwestschweiz weit verbreitet waren. Ursache dafür war die wachsende Bedeutung des vom Chorherrenstift organisierten Marktes, der eigene Masse und Gewichte besass. Um die Mitte des 13. Jahrhunderts begann der Niedergang der Frohburger, die sich in drei Linien aufteilten. Um ihren finanziellen Verpflichtungen nachzukommen, mussten sie 1274 fast ihren gesamten Besitz an König Rudolf I. aus dem Hause Habsburg verkaufen. Nach einem über zehn Jahre dauernden Machtkampf erwarben die Habsburger im September 1299 die Stadt Zofingen, die eigentliche Heimat der Frohburger. Im Habsburger Urbar von 1305 wird Zofingen als habsburgischer Besitz geführt, mit besonderer Erwähnung der Münzstätte und des Schlagschatzes.
1348 forderte die Pest in Zofingen viele Opfer. Die Juden, die man für die Verbreitung der Epidemie verantwortlich machte, wurden aus der Stadt vertrieben. Unter den Frohburgern war die Stadt vom Amt Aarburg abgetrennt worden und bildete einen eigenen Gerichtsbezirk mit Niederer und Blutgerichtsbarkeit. Die Zofinger erlangten unter habsburgischer Herrschaft vor allem wirtschaftlich immer mehr Autonomie, auch ihre Amtspersonen durften sie selbst wählen. Ende Januar 1361 fand in Zofingen ein Lehenstag statt. Sämtliche Inhaber eines Lehens in den österreichischen Vorlanden mussten auf Geheiss von Herzog Rudolf IV. persönlich in der Stadt erscheinen und ihre Lehen bestätigen lassen. Es handelte sich um mehr als 900 Personen aus dem Elsass, aus Süddeutschland, dem Thurgau und dem Aargau.
Beim Einfall der Gugler im Jahr 1375 kam Zofingen im Vergleich zu den Regionen weiter westlich relativ glimpflich davon. Als die Spannungen zwischen Luzern und den Habsburgern zunahmen, hielt Zofingen treu zu den Habsburgern und kämpfte am 9. Juli 1386 in der Schlacht bei Sempach an deren Seite. Zwölf Zofinger fielen, darunter Niklaus Thut. Der Alt-Schultheiss soll kurz vor seinem Tod das Zofinger Banner verschluckt und so vor dem Zugriff der Eidgenossen bewahrt haben. Diese Legende entstand im 16. Jahrhundert, seither wird Niklaus Thut als Stadtheld verehrt und Zofingen als «Thutstadt» bezeichnet. 1388 belagerten die Berner die Stadt, konnten sie aber nicht einnehmen. Erst sechs Jahre später schlossen Habsburger und Eidgenossen einen Friedensvertrag. 1393 wütete ein Brand in der Unterstadt, 1396 legte ein weiterer Brand fast die gesamte Stadt in Schutt und Asche.

### Herrschaft der Berner

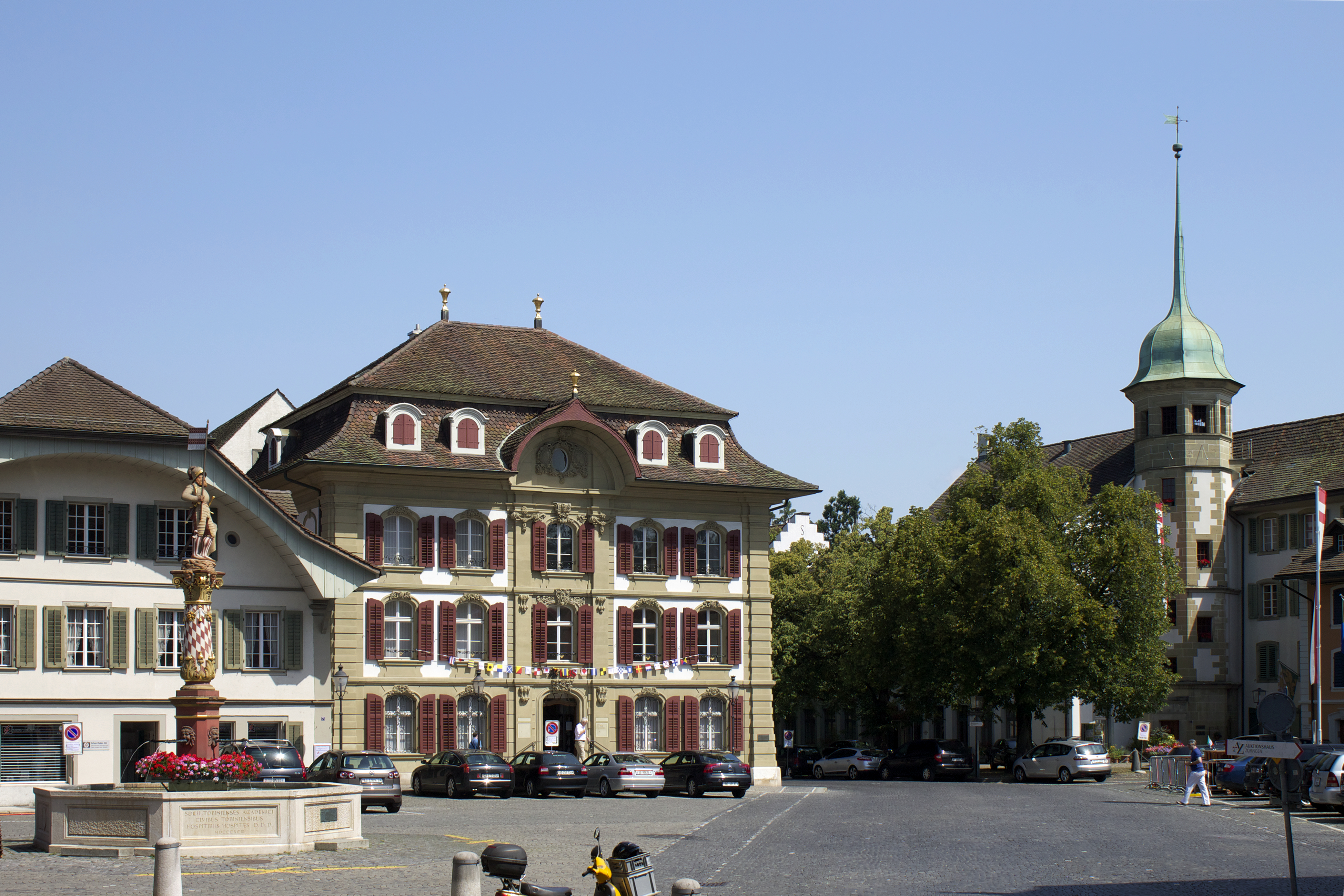
Ein Teil des Niklaus-Thut-Platzes mit Brunnen und dem Neuhaus (Bildmitte)

Herzog Friedrich IV. fiel 1415 beim Konzil von Konstanz in Ungnade, nachdem er dem Gegenpapst Johannes XXIII. zur Flucht verholfen hatte. Der deutsche König Sigmund forderte die Eidgenossen auf, den Aargau im Namen des Reiches zu erobern, woraufhin Bern sofort Truppen losschickte. Am 18. April 1415 liessen die Zofinger die Berner kampflos in die Stadt einmarschieren, als Gegenleistung für das Entgegenkommen wurden die bestehenden Rechte bestätigt. Die Münzstätte war letztmals 1427 nachweislich in Betrieb, da ihre Bedeutung unter der Berner Herrschaft rasch abnahm. Bern bestätigte 1433 ausdrücklich die Blutgerichtsbarkeit Zofingens auf dem eigenen Stadtgebiet, König Friedrich III. tat neun Jahre später dasselbe. 1444 fanden in Zofingen nach der Schlacht bei St. Jakob an der Birs die Friedensverhandlungen zwischen Frankreich, Savoyen und der Eidgenossenschaft statt. Die Stadt war noch dreimal von grossen Bränden betroffen: 1423 und 1462 in der Oberstadt, 1473 in der Unterstadt; allerdings waren die Zerstörungen bei weitem nicht so gravierend wie noch 1396. Zofingen besass die Niedere Gerichtsbarkeit über Bottenwil, verkaufte diese jedoch im Jahr 1496 an Bern.
1528 beschloss Bern die Einführung der Reformation und setzte dies in allen Untertanengebieten durch. Sämtliche Klöster wurden aufgelöst und deren Vermögen konfisziert, auch das Zofinger Chorherrenstift war davon betroffen. Stattdessen verwaltete nun ein von Bern eingesetzter Stiftsschaffner die umfangreichen Güter. Die Stadt bemühte sich fast zwanzig Jahre lang vergeblich um einen Anteil am Stiftsvermögen (die Einkünfte des Stiftes waren über zehn Mal grösser als jene der Stadt). Die südliche Stadtgrenze war zugleich Konfessionsgrenze, denn die angrenzenden luzernischen Untertanengebiete waren katholisch geblieben. Oft vergnügten sich die Einwohner Zofingens an Festen in der weitaus weniger sittenstrengen Nachbarschaft; wer dabei ertappt wurde, dem drohten empfindliche Strafen. Trotz der konfessionellen Spaltung blieb das Verhältnis zum Kloster St. Urban weiterhin gut. Die im nahen Pfaffnau gelegene Zisterzienserabtei erneuerte regelmässig das Burgrecht mit Zofingen und unterhielt in der Stadt ein Verwaltungsgebäude.
Innerhalb des Staates Bern hatte Zofingen als «Munizipalstadt» eine Sonderstellung. Sie war keiner Landvogtei zugeordnet und besass grosse Autonomie. An der Spitze standen zwei gewählte Schultheissen, die sich jährlich ablösten (regierender Amtsschultheiss und stillstehender Altschultheiss). Ihnen zur Seite stand der zwölfköpfige «Kleine Rat», der die verschiedenen Verwaltungsaufgaben übernahm. Darunter stand der «Grosse Rat» mit 40 Mitgliedern. Beide Räte zusammen bestimmten 20 zusätzliche Wahlmänner aus den Reihen der weitgehend entmachteten Bürgerschaft. Insgesamt waren also lediglich 72 Personen wahlberechtigt. Der Amtsschultheiss war der Vorsitzende des Stadtgerichts, das für Straf- und Zivilrecht zuständig war, während der Altschultheiss dem Chorgericht vorstand, das sich mit Sittengesetzen befasste. Die Richtstätte befand sich auf dem Galgenberg, einem Hügel an der Luzerner Grenze.

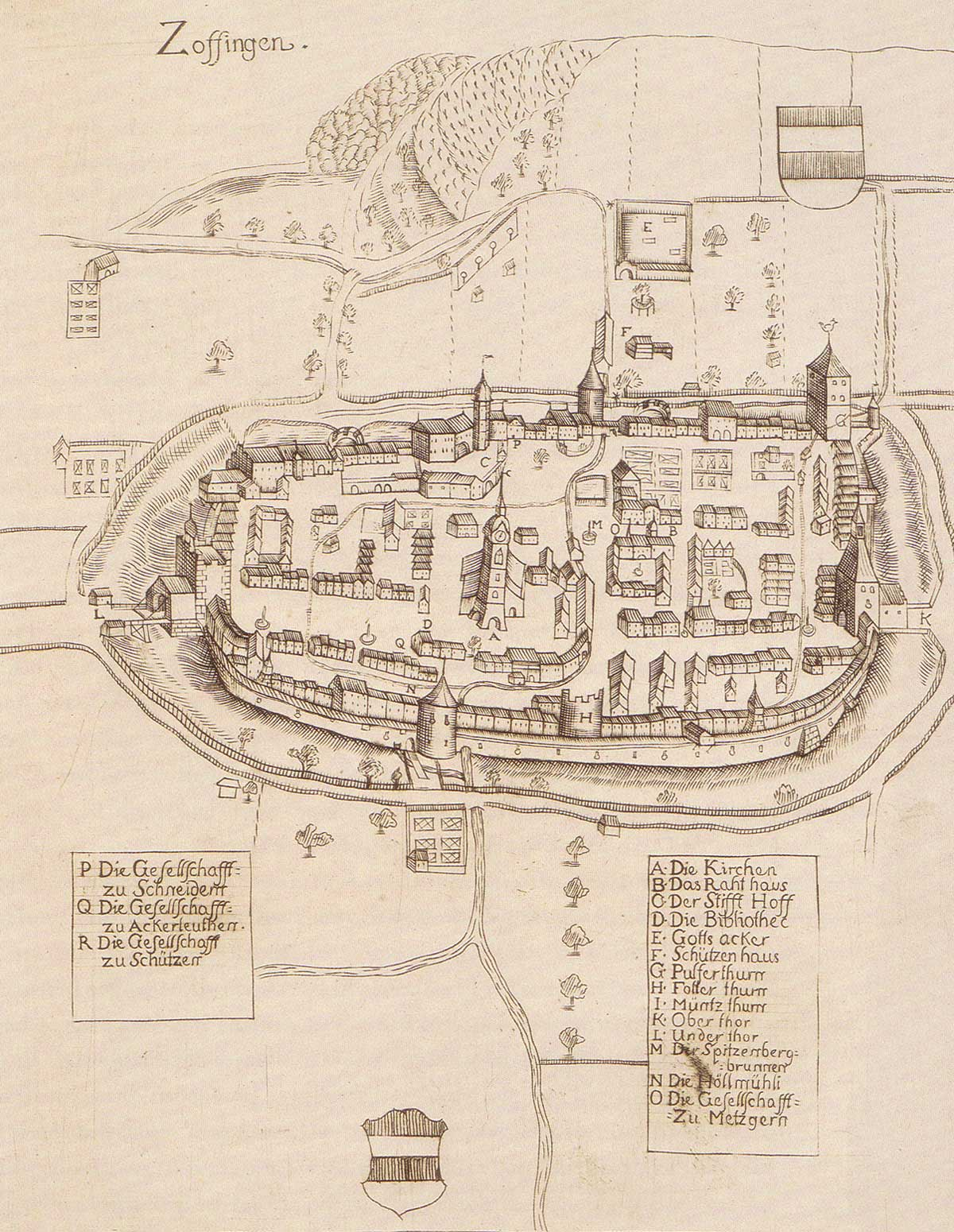
Zofingen im Jahr 1715

Eine grosse Pestepidemie suchte Zofingen im Jahr 1552 heim. Damals sollen über 800 Einwohner gestorben sein, etwa die Hälfte der damaligen Stadtbevölkerung. 1611 und 1612 starben nochmals 378 Personen an der Pest, im Jahr 1628 weitere 70. Bei der letzten grossen Epidemie von 1667 bis 1669 verhinderten strenge Quarantänemassnahmen hohe Opferzahlen. Nach dem Schweizer Bauernkrieg von 1653 fand in Zofingen ein Kriegsgericht statt, bei dem über mehrere Anführer der Aufständischen (darunter Adam Zeltner) das Todesurteil verhängt wurde. Im Ersten Villmergerkrieg von 1656 diente Zofingen als Sammelpunkt der Berner Truppen, die jedoch bei Villmergen vernichtend geschlagen wurden. Im Zweiten Villmergerkrieg von 1712 war Zofingen wiederum Aufmarschgebiet, diesmal war die Stadt auf Seiten der Sieger.
Seit dem 15. Jahrhundert existierten vier Zünfte: die Ackerleutenzunft, die Metzgernzunft, die Schützenzunft und die Gesellschaft zu Schneidern. Neue Berufsgattungen schlossen sich einem dieser vier Zünfte an, da zusätzliche Zünfte nicht mehr zugelassen wurden. Sie besassen keinen politischen Einfluss, sondern waren reine Berufsorganisationen. Der Handel und das Handwerk blühten: Zofingen war weitherum bekannt für die Zinngiesser, die Glockengiesser und die Glasmaler. Ein bedeutender Wirtschaftsfaktor war der grosse Waldbesitz der Stadt. Das Zofinger Holz war aufgrund der hohen Qualität sehr begehrt; besonders hoch gewachsene Tannen wurden bis nach Genua exportiert, wo Schiffbauer sie zu Masten verarbeiteten.
Im 17. und frühen 18. Jahrhundert ersetzte man die Holzhäuser in der Altstadt allmählich durch barocke Steinbauten, reiche Stadtbürger liessen ausserhalb der Stadtmauern repräsentative Landsitze errichten. Um etwa 1640 begann Bern, die Herstellung von Textilien gezielt zu fördern. Zofingen eignete sich aufgrund der Nähe zu wichtigen Handelsrouten besonders gut für die Ansiedlung von Manufakturen. Zuerst war die Tuchweberei vorherrschend, ab 1700 erlebte die Herstellung von Leinen und Baumwolltüchern einen Aufschwung, ab 1720 die Seidenband-Fabrikation. Nach 1780 wurde die reine Produktion wegen zunehmender ausländischer Konkurrenz durch Weiterverarbeitung und Handel ergänzt.

### Revolutionsjahre
In der zweiten Hälfte des 18. Jahrhunderts verbreiteten sich die Ideen der Aufklärung in der führenden Schicht. Die Forderungen nach Gleichheit und Menschenrechten nach Beginn der Französischen Revolution fanden in Zofingen jedoch allgemein wenig Gehör. Dies ganz im Gegensatz zu Aarau, wo der Widerstand gegen die alte Herrschaftsordnung besonders gross war. Zofingen genoss unter Berner Herrschaft nach wie vor eine besonders weitreichende Autonomie und fürchtete im Falle politischer Umwälzungen den Verlust alter Privilegien. Die übrigen Städte des Berner Aargaus entzogen sich Anfang 1798 der Kontrolle Berns und weigerten sich, Truppen zum Schutz vor den herannahenden Franzosen zu entsenden. Zofingen hingegen hielt weiterhin treu zu den «Gnädigen Herren» und bot Ende Februar das städtische Regiment auf, das am 5. März in der Schlacht bei Neuenegg zum Einsatz kam. Doch am selben Tag kapitulierte Bern nach der verlorenen Schlacht am Grauholz.

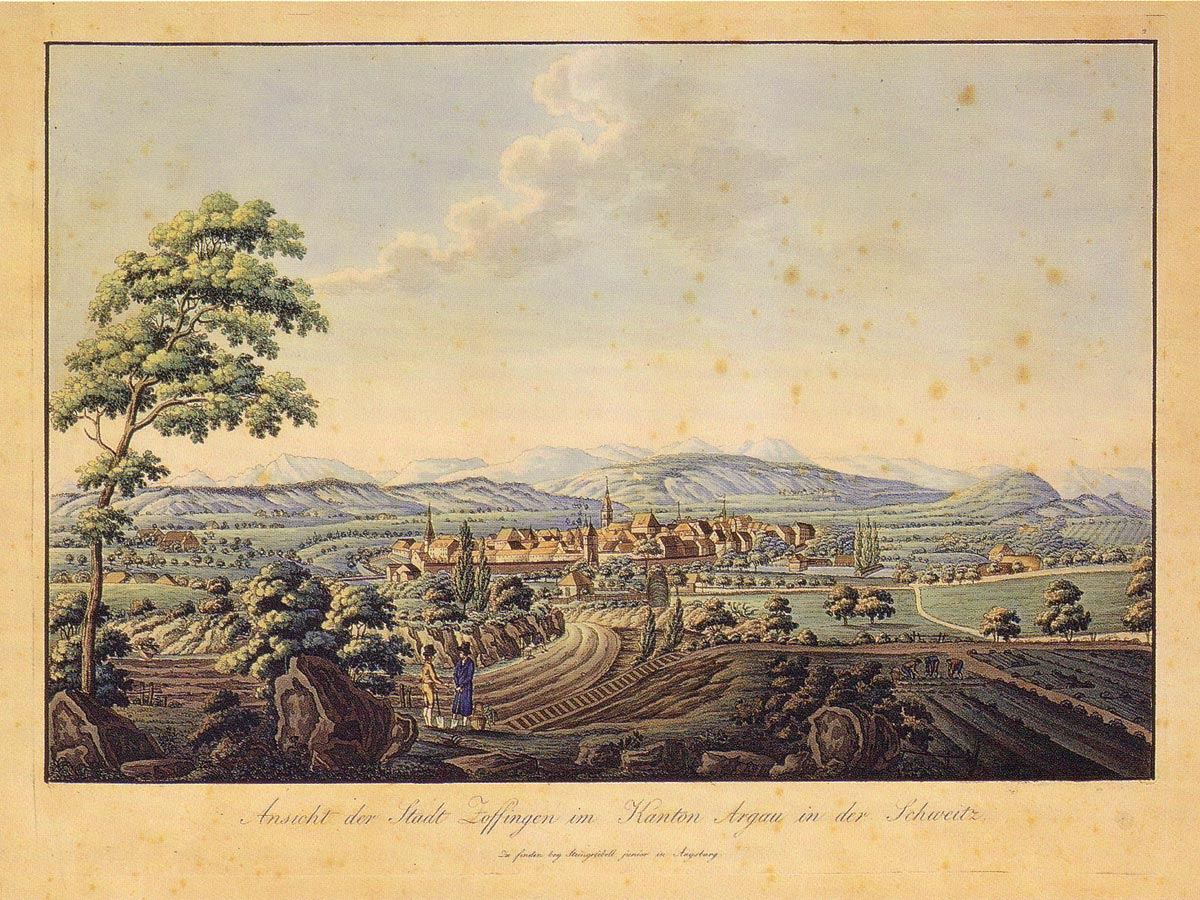
Ansicht von 1805

Am 12. April 1798 proklamierte Peter Ochs in Aarau die Helvetische Republik. Zofingen wurde gegen den Willen der Stadtregierung dem neu geschaffenen Kanton Aargau hinzugefügt, der damals nur die ehemaligen Berner Untertanengebiete umfasste. Im neuen helvetischen Zentralstaat waren die Kantone reine Verwaltungseinheiten, die weiter in Distrikte und Munizipalitäten unterteilt waren. Zofingen wurde mit den übrigen Munizipalitäten gleichgestellt und verlor sämtliche Vorrechte. Nun waren zwar sämtliche männlichen Einwohner wahlberechtigt, im neu gewählten 26-köpfigen Munizipalrat blieben jedoch Personen in der Mehrheit, die schon im Ancien Régime ein politisches Amt innegehabt hatten.
Die Stadt war Hauptort des Distrikts Zofingen, der östlich der Wigger dem heutigen Bezirk entsprach. Das Gebiet westlich davon gehörte aber zum Kanton Bern. Dies war insofern problematisch, als die Stadt dort grosse Waldgebiete besass. Das Aufspüren und Bestrafen illegaler Holzfäller wurde dadurch stark erschwert. Nicht alle mochten sich mit den neuen Verhältnissen anfreunden. Anhänger der alten Ordnung versuchten mehrmals mit Petitionen einen Anschluss an den Kanton Bern zu erreichen, was die Besatzungsmacht jedoch nicht duldete. Als sich die französischen Truppen im Jahr 1802 für einige Monate zurückzogen, hatten die Berntreuen eine Zeitlang die Oberhand und ignorierten die Anweisungen aus Aarau. Die am 19. März 1803 von Napoleon Bonaparte unterzeichnete Mediationsakte beendete alle Wiedervereinigungsträume, und Zofingen verblieb endgültig beim Kanton Aargau. Mehrere Gemeinden westlich der Wigger wurden dem Bezirk Zofingen angefügt.

### Wertewandel und Industrialisierung
Der Wiener Kongress bestätigte, dass Zofingen Teil des Kantons Aargau bleiben würde, die früheren Privilegien gingen aber endgültig verloren. Der Stadtrat suchte nach Möglichkeiten, Zofingen über den Status eines gewöhnlichen Bezirkshauptorts zu heben. Der Vorschlag, die Tagsatzungen der Eidgenossenschaft hier durchzuführen, war jedoch chancenlos. Nach und nach öffnete sich die Stadt dem Liberalismus und diente als Versammlungsort liberaler Gesellschaften. So wurde hier 1819 durch Studenten aus Bern und Zürich der Schweizerische Zofingerverein gegründet, die älteste bestehende Studentenverbindung der Schweiz. Zofingen entwickelte sich zu einer Hochburg der liberalen Kräfte: Bis in die 1960er Jahre blieb die FDP die dominierende politische Partei, bis 2005 wurde kein einziger Vertreter einer anderen Partei zum Stadtpräsidenten gewählt.
Als sichtbares Zeichen der Öffnung begann 1819 der Abbruch der mittelalterlichen Befestigungsanlagen. Bis 1825 schüttete man die Gräben zu und riss die äussere Befestigung ab. Diese Massnahme ermöglichte das Anlegen einer Promenade. 1837 trug man das Untere Tor ab, 1845 das Schützentor und 1846 das Obere Tor. Nach und nach wurde die Stadtmauer an verschiedenen Stellen abgerissen, 1869 und 1872 mussten der Hafnerturm bzw. der Hellmühleturm breiteren Zugängen weichen. Doch erst ab 1850 begann sich die Bebauung wesentlich über das historische Stadtzentrum auszudehnen; zuerst entlang der Hauptstrassen in der Ebene, dann zunehmend an den östlich gelegenen Hügeln. Die Industrie siedelte sich hauptsächlich an der Wigger an.
Die Industrialisierung begann sich im Vergleich zu anderen aargauischen Städten relativ spät durchzusetzen. Hauptgrund war die geringe Wasserkraft der Wigger. 1843 gab es in Zofingen erst eine einzige Fabrik. Dank zunehmendem Einsatz von Dampfmaschinen erlebte die Industrie ab 1855 eine Blütezeit. Die folgenden zwei Jahrzehnte werden auch «Zofinger Gründerzeit» genannt. Zahlreiche neue Unternehmen entstanden, vor allem in der Textilindustrie. Parallel dazu sank die Bedeutung der Landwirtschaft und des Handwerks. Damit verbunden war der Niedergang der Zünfte, die letzte löste sich 1871 auf. An die Stelle der Zünfte trat der 1837 gegründete Handwerker- und Gewerbeverein, die erste Vereinigung dieser Art im Kanton Aargau und eine der ersten der Schweiz. Fabrikanten und Kaufleute schlossen sich 1855 im Handels- und Industrieverein zusammen, auch hierbei übernahm Zofingen im Aargau eine Pionierrolle.
Zofingen war weiterhin bestrebt, den Standortvorteil nahe dem Kreuzungspunkt wichtiger Handelswege zu nutzen und eine grössere politisch-institutionelle Rolle zu spielen. 1835 bewarb sich die Stadt erfolglos um das kantonale Lehrerseminar. Nach der Gründung des Bundesstaates im Jahr 1848 war Zofingen als möglicher Standort des Bundesgerichts im Gespräch, zu einer offiziellen Kandidatur kam es jedoch nicht. Bei der Wahl der Bundesstadt erhielt Zofingen eine Stimme. Eine neue Chance für Prestigegewinn bot sich 1851, als ein nationales Telegrafennetz in Planung war. Tatsächlich erhielt Zofingen 1852 den Zuschlag als Standort des Telegrafenhauptamts, das jedoch bereits 1857 nach Olten umzog.

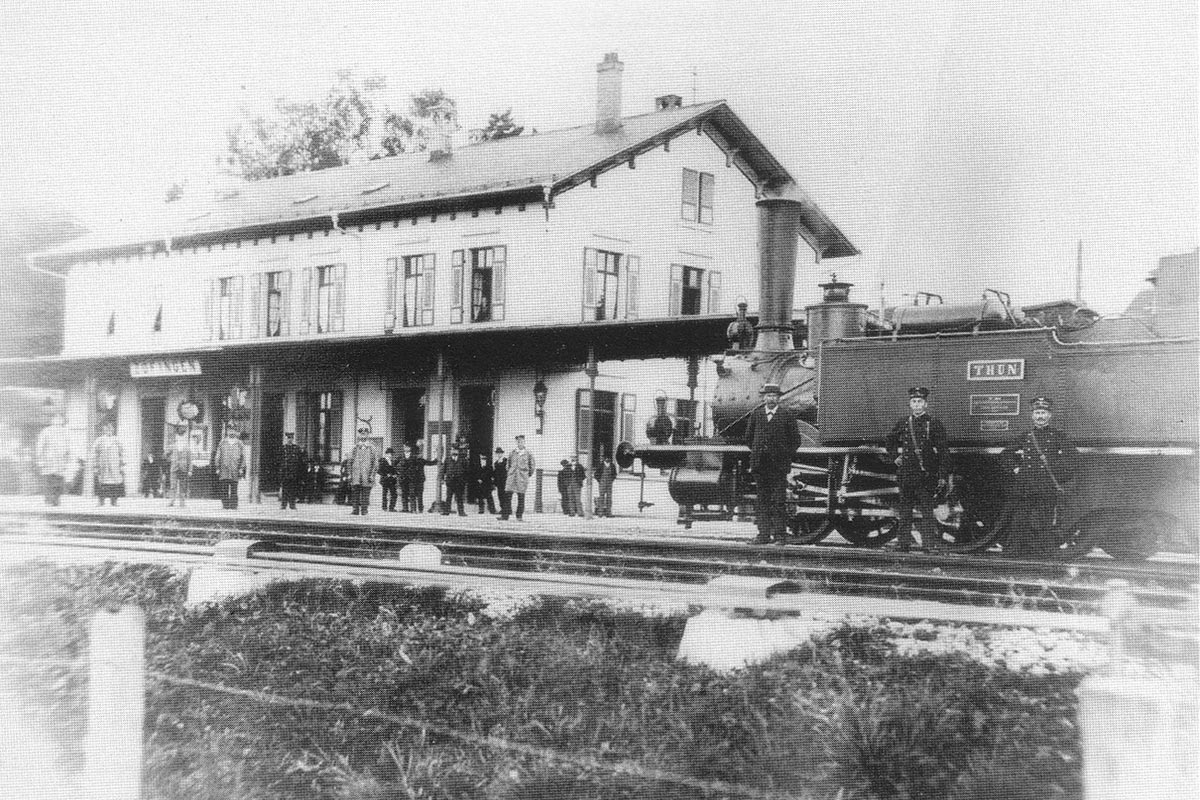
Der Bahnhof im Jahr 1856

Ab 1852 plante und baute die Schweizerische Centralbahn (SCB) ihr Stammnetz. Die Zofinger Behörden setzten sich aktiv dafür ein, dass die Stadt der Knotenpunkt der Nord-Süd- und der Ost-West-Hauptlinien werden solle. Für die Verbindung zwischen Zürich und Bern schlugen sie eine Streckenführung von Olten über Zofingen nach Langenthal vor. Doch die SCB entschied sich für die direkte Route entlang der Aare; statt Zofingen wurde somit Olten der zentrale Knotenpunkt. Die Strecke Aarau–Olten–Zofingen–Emmenbrücke wurde am 9. Juni 1856 eröffnet. Die Verlängerungen nach Basel und Luzern folgten 1858 und 1859.
Zwei Jahrzehnte nach der Eröffnung der Bahnlinie Basel–Luzern ergab sich doch noch die Möglichkeit, zu einem Bahnknotenpunkt aufzusteigen. Die Schweizerische Nationalbahn (SNB) plante eine «Volksbahn» vom Bodensee an den Genfersee, als Konkurrenz zu den «Herrenbahnen» SCB und NOB. Zofingen beteiligte sich mit 17,5 Prozent am Aktienkapital und war damit der grösste Aktionär. Die Bahnstrecke Zofingen–Wettingen ging am 6. September 1877 in Betrieb. Geplant war eine weitere Etappe von Zofingen über Langenthal und Utzenstorf nach Lyss. Doch dazu kam es nicht mehr, denn bereits im Februar 1878 musste die SNB Konkurs anmelden. Die Stadt litt jahrzehntelang an den finanziellen Folgen des Fiaskos, die letzte Obligation konnte erst im Dezember 1943 abbezahlt werden.
Der Konkurs war auf zwei Faktoren zurückzuführen: eine rein nach politischen Gesichtspunkten gewählte Linienführung sowie die als Grosse Depression bezeichnete Wirtschaftskrise, die bis weit in die 1880er Jahre hinein anhielt. Diese traf vor allem die Textilindustrie hart, und zahlreiche traditionsreiche Unternehmen verschwanden. Besonders schwerwiegend war 1884 der Konkurs der J. Breitenstein & Cie. mit einem Drittel aller Industriearbeitsplätze. Ende der 1880er Jahre folgte eine zweite «Gründerzeit». Der Schwerpunkt in der Textilindustrie verschob sich von der Tuchherstellung zur Ausrüstungs- und Bekleidungsindustrie. Zugleich gewannen die chemische und die grafische Industrie an Bedeutung.

### Entwicklung zum Regionalzentrum
Die meisten Unternehmen profitierten zunächst von den Auswirkungen des Ersten Weltkrieges, weil die ausländische Konkurrenz wegfiel. Wegen der hohen Inflation verarmten jedoch weite Teile der Bevölkerung. Bei Kriegsende war jeder fünfte Einwohner auf Lebensmittelnothilfe angewiesen, und die Notstandsmassnahmen belasteten die Gemeindefinanzen stark. Im November 1918 schlossen sich die Industriearbeiter dem Landesstreik an, woraufhin der Gemeinderat wichtige Einrichtungen durch Soldaten bewachen liess. Nach einer kurzen Rezession nahm die Zahl der Industriebeschäftigten bis 1929 nochmals um über 50 % zu, von 1500 auf 2300. Die Hälfte dieses Wachstums war auf das Unternehmen Ringier zurückzuführen. Es hatte 1833 als kleine Buchdruckerei begonnen und stieg in den 1920er Jahren zum grössten Arbeitgeber der Stadt auf, einige Jahrzehnte später zum grössten Medienkonzern der Schweiz. Die Textilindustrie, die etwa die Hälfte aller Industriearbeitsplätze anbot, stagnierte hingegen.
1930 wurde eine katholische Pfarrkirche gebaut, womit die Katholiken nach über 400 Jahren wieder ein eigenes Gotteshaus in Zofingen besassen. Die Weltwirtschaftskrise hatte auf die Industrie vergleichsweise geringe Auswirkungen, da die besonders betroffene Maschinenbauindustrie hier kaum vertreten war. Trotzdem schrumpfte die Zahl der Industriearbeitsplätze um 15 %, und die 1863 gegründete Bank in Zofingen ging 1933 in Konkurs. Die nationalsozialistische Frontenbewegung organisierte in den 1930er Jahren in Zofingen mehrere Veranstaltungen, zur Gründung einer Ortsgruppe kam es jedoch nicht. Erst von 1940 bis 1942 existierte eine Gruppe der ähnlich ausgerichteten Eidgenössischen Sammlung.

Luftaufnahme, Werner Friedli (1955)

Im Zweiten Weltkrieg war Zofingen von den üblichen Massnahmen wie Verdunkelung und Rationierung betroffen. Im Rahmen der Anbauschlacht wurde die Landwirtschaftsfläche ausgeweitet. Es herrschte akuter Arbeitskräftemangel, weil viele Industriearbeiter Militärdienst leisten mussten. Von September 1943 bis August 1945 bestand in Zofingen ein Krankenlager für bis zu 180 internierte Soldaten aus verschiedenen europäischen Ländern. Nach Kriegsende nahm die Bedeutung der Maschinen- und Apparateindustrie rasch zu. Die 1947 gegründete Müller Martini stieg zum weltweit grössten Hersteller von Maschinen für die Druckweiterverarbeitung auf. Mitte der 1960er Jahre arbeiteten mehr als zwei Drittel aller Beschäftigten in der Industrie.
Da die Baulandreserven weitgehend aufgebraucht waren, wuchs das Siedlungsgebiet mit jenem der Nachbargemeinden Oftringen und Strengelbach zusammen. 1954/56 erarbeitete Hans Marti den ersten Bauzonenplan. Die Hochkonjunktur führte zur Planung überdimensionierter Bauvorhaben, die jedoch nie umgesetzt wurden, darunter eine vierspurige Schnellstrasse durch das Wiggertal (zusätzlich zu der im Bau befindlichen Autobahn). 1964 ging ein Planungsbüro von 29'200 Einwohnern «im maximalen Ausbau» aus. Die Kantonsverwaltung versuchte, das unaufhaltbar scheinende Wachstum in die richtigen Bahnen zu lenken. Geplant war eine polyzentrische Stadt mit dem Namen Aarolfingen (Aarau–Olten–Zofingen), die 330'000 Einwohner zählen sollte. Die Wirtschaftskrise der 1970er Jahre bereitete diesen Grossstadtträumen ein jähes Ende. Die Bevölkerung Zofingens schrumpfte leicht, und die Textilindustrie brach regelrecht ein. Zahlreiche Unternehmen wurden liquidiert oder wandelten sich zu reinen Immobiliengesellschaften. Mitte der 1990er Jahre betrug der Anteil der in der Textilindustrie Beschäftigten nur noch fünf Prozent. Die wenigen verbleibenden Unternehmen spezialisierten sich auf hochwertige Nischenprodukte.

### Fusionen
Am 1. Januar 2002 erfolgte die Eingemeindung des benachbarten Mühlethal. Bereits 1874 war der Anschluss angestrebt worden, doch Zofingen weigerte sich, diese verarmte Gemeinde aufzunehmen. Weitere Eingemeindungsgesuche scheiterten 1895, 1897, 1911, 1921 und 1937. Im Jahr 1970 war es Mühlethal, das eine Fusion ablehnte, da die Steuern spürbar gesenkt werden konnten. In der Folge verdoppelte sich die Bevölkerung, die neuen Einwohner waren allerdings eher nach Zofingen orientiert. Bei der Volksabstimmung vom 13. Juni 1999 wurde die Fusion deutlich angenommen, mit 2669:316 Stimmen in Zofingen und mit 333:67 Stimmen in Mühlethal.
Im Januar 2008 gaben die Behörden von Zofingen und Uerkheim ihre Absicht bekannt, die Machbarkeit einer Gemeindefusion zu prüfen. Das früheste angestrebte Datum der Fusion war der 1. Januar 2014. Am 20. Januar 2013 scheiterte das Vorhaben an der ablehnenden Haltung der Stimmberechtigten beider Gemeinden. Ebenfalls zur Diskussion stand eine Fusion mit Brittnau. Vorausplanende Abklärungen lehnte die Brittnauer Gemeindeversammlung am 22. Februar 2012 ab.

## Stadtbild und Architektur

### Altstadt

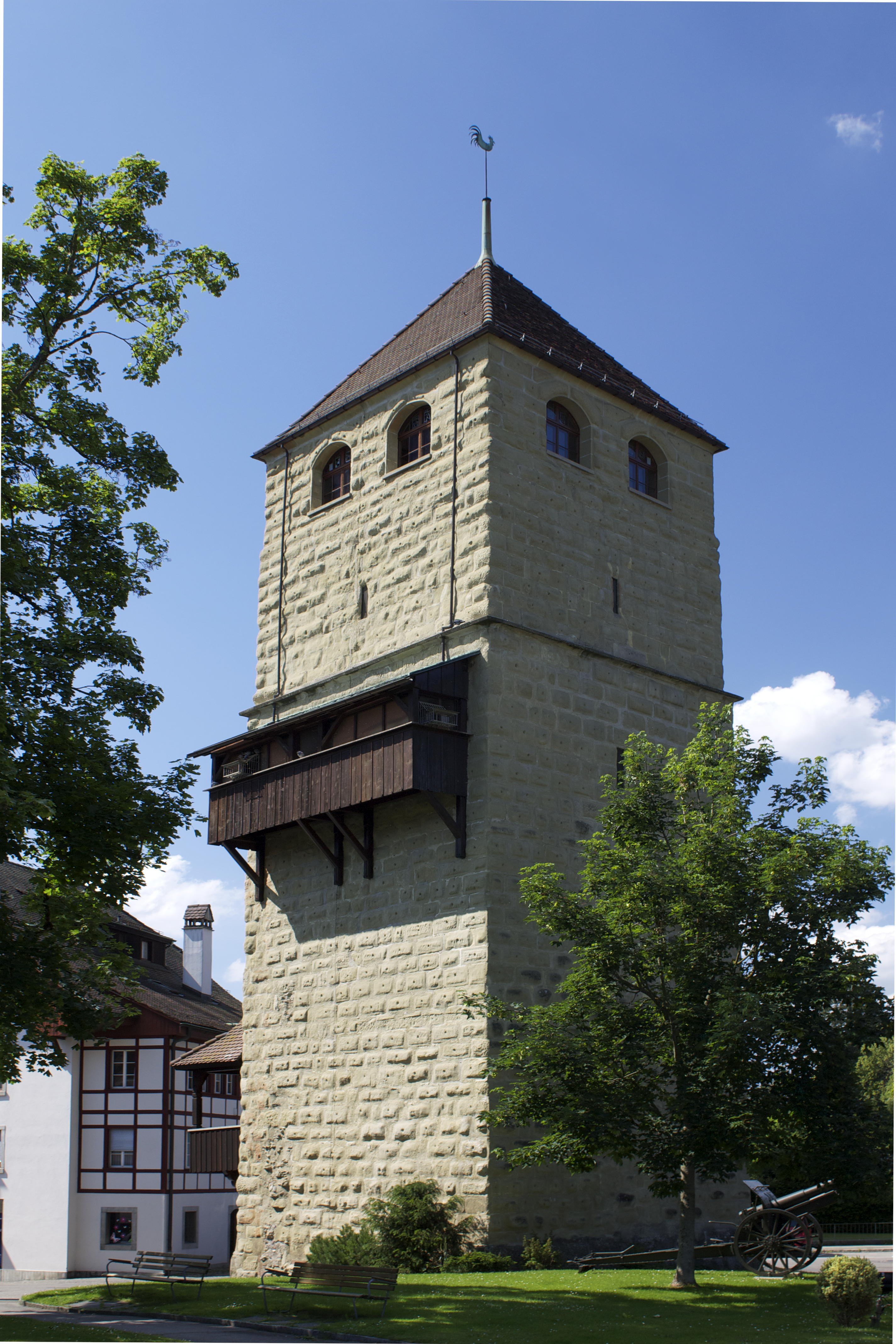
Der Pulverturm

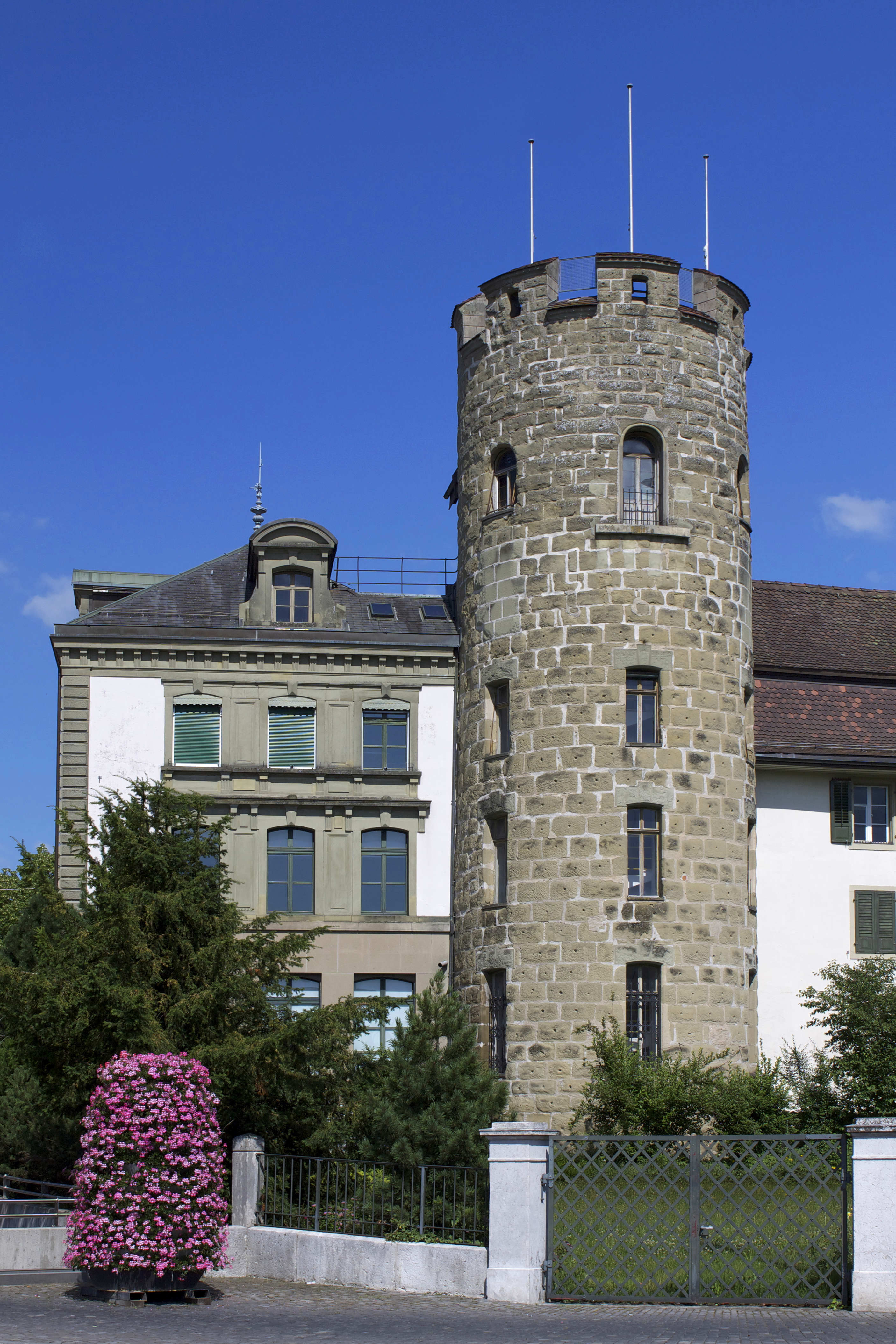
Der Folterturm und ein Ausschnitt vom grünen Gürtel, der sich rund um die Stadt zieht

Die historische Altstadt ist eine der am besten erhaltenen der Schweiz. Sie hat die Form eines unregelmässigen Rechtecks mit einer Länge von 470 Metern und einer maximalen Breite von 225 Metern. In Nord-Süd-Richtung wird sie von der Hinteren und der Vorderen Hauptgasse durchzogen, mehrere schmale Gassen stellen Querverbindungen her. Ihr heutiges Erscheinungsbild erhielt die Altstadt im 17. und frühen 18. Jahrhundert, als die mittelalterlichen Häuser allmählich durch Gebäude im Barockstil ersetzt wurden.
Zentrales Wahrzeichen ist die Zofinger Stadtkirche, die romanische und spätgotische Gebäudeteile besitzt. Bei archäologischen Grabungen kamen die Überreste mehrerer Vorgängerbauten zum Vorschein, die ersten Grundmauern wurden um das Jahr 600 errichtet. Die ältesten Elemente des dreiteiligen Kirchenschiffs stammen aus dem 12. Jahrhundert. Vor allem der Chor mit der darunter liegenden Krypta erfuhr im Laufe der Jahrhunderte mehrmals Veränderungen. An der Westseite steht der über 60 Meter hohe, im Jahr 1649 errichtete Kirchturm.
Die aus dem frühen 14. Jahrhundert stammenden Ringmauern und die Stadttore wurden in der ersten Hälfte des 19. Jahrhunderts abgebrochen, ebenso zwei Türme. Von der Stadtmauer sind nur kleine Abschnitte erhalten geblieben, überwiegend als Aussenwand angrenzender Häuser. An der Südwestseite direkt gegenüber dem Bahnhof steht der Folterturm (auch Streckturm genannt), ein halbrunder Quaderbau mit Zinnenkranz, der in früheren Zeiten als Gefängnis diente. Der Pulverturm (oder Schwarzturm), in dem das Schiesspulver aufbewahrt wurde, besteht aus einem Muschelkalksockel und Sandsteinquadern. Wie der Folterturm stammt er aus der Zeit um 1363–1365. Der um 1447 erbaute Münzturm an der Nordostseite ist Teil des Münzhofes, der früheren Münzprägestätte. Keine Verteidigungs-, sondern eine Zierfunktion hatte der 1595 errichtete Turm der Stiftsschaffnerei, dem zwei Jahrhunderte zuvor entstandenen Verwaltungsgebäude des Chorherrenstiftes.

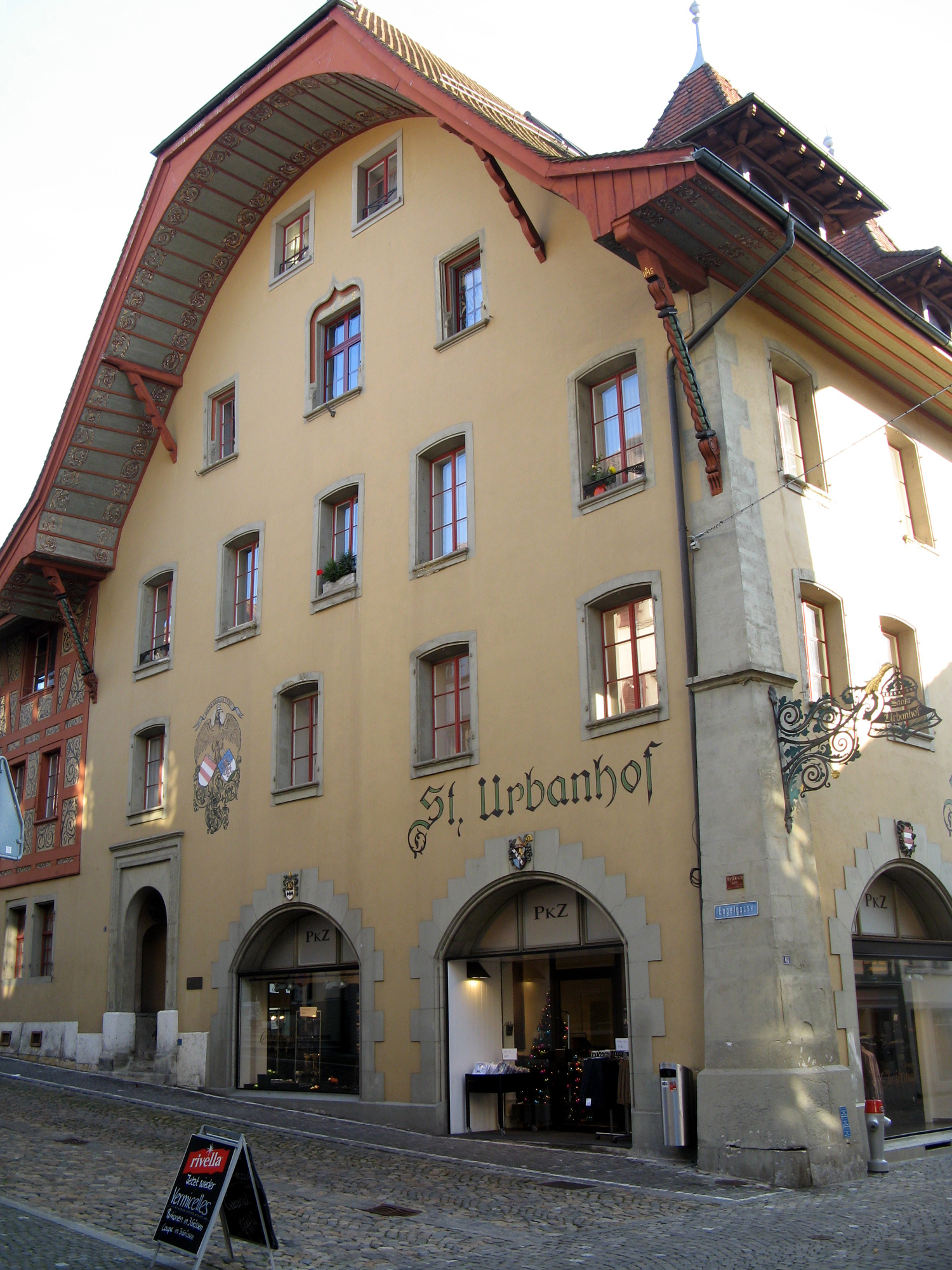
St. Urbanhof

Der zentrale Platz Zofingens ist der Niklaus-Thut-Platz östlich der Stadtkirche, benannt nach dem Stadthelden. Ihm zu Ehren stiftete die Studentenverbindung Zofingia im Jahr 1894 den Niklaus-Thut-Brunnen. Die Brunnenfigur steht auf einem vierröhrigen Mittelstock mit Rundsäule, umgeben von einem achteckigen Trog. Insgesamt gibt es in der Altstadt 23 Brunnen. Verschiedene repräsentative Gebäude säumen den Platz oder stehen in unmittelbarer Nähe, darunter das Rathaus (1795), die Helferei (1599), das Zunfthaus zu Metzgern (1603) sowie die Markthalle mit Schaal und Tuchlaube (1726).
Der St. Urbanhof an der Vorderen Hauptgasse, dessen älteste Teile aus dem 13. Jahrhundert stammen, diente jahrhundertelang als Lehensverwaltung des Klosters St. Urban. Am südlichen Ende derselben Gasse stehen die beiden Amtshäuser (1849–1851), die anstelle des Oberen Tors errichtet wurden. Unweit davon befindet sich das Klösterli (1702), eines der herausragendsten Bürgerhäuser der Stadt. Die Hintere Hauptgasse ist Standort der Lateinschule (1602) und des Sennenhofs (1732). Das Stadthaus an derselben Gasse ist 1938 anstelle der abgebrochenen Spitalscheune errichtet worden, fügt sich aber gut in das Stadtbild ein. Das zweite Stadthaus am Kirchplatz entstand im Jahr 1930; das Erdgeschoss mit den Arkaden war zuvor Teil des alten Spitals gewesen, das sich mindestens seit 1263 an dieser Stelle befunden hatte.

### Übriges Stadtgebiet

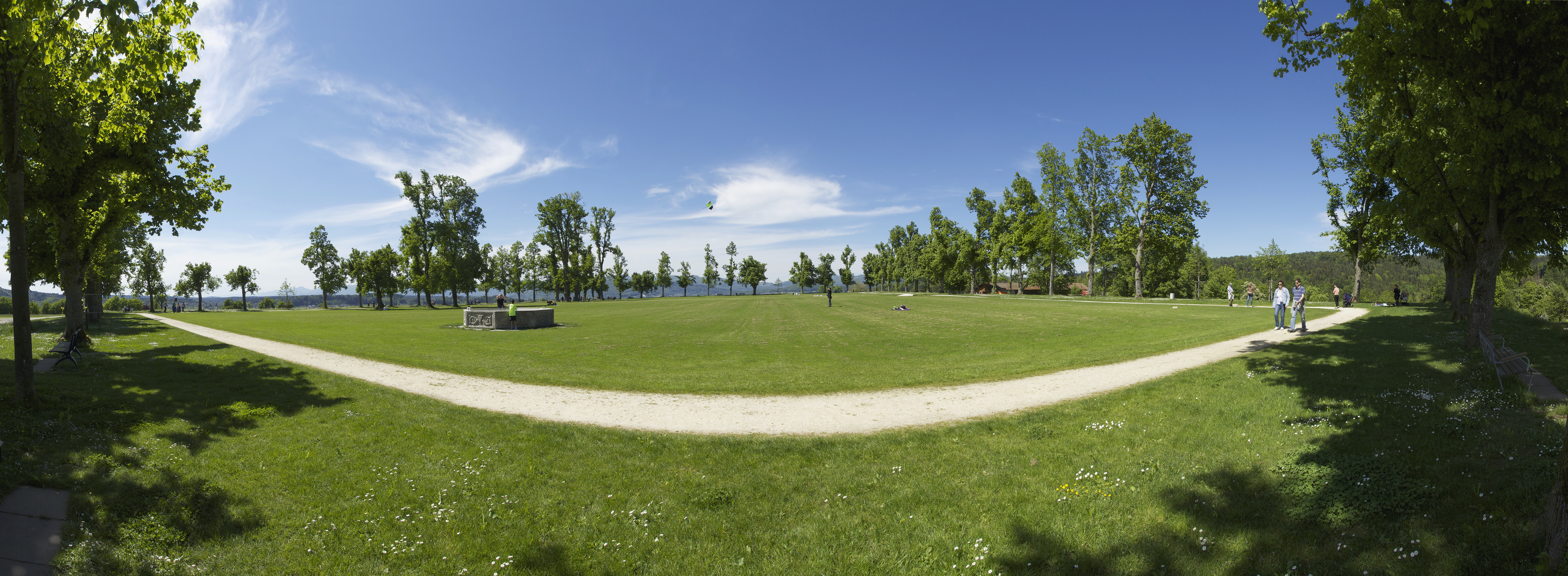
Der Heiternplatz Mai 2013

Östlich an die Altstadt, an der General-Guisan-Strasse, schliesst sich eine parkähnliche Zone mit öffentlichen Bauten an. Sie wird dominiert durch das zwischen 1873 und 1876 im Neorenaissance-Stil erbaute Gemeindeschulhaus, eines der monumentalsten Schulgebäude der Schweiz des 19. Jahrhunderts. Flankiert wird es durch das Stadtmuseum (1899–1901), das Alte Schützenhaus (1813–1822) und die Abdankungshalle (1871–1872).
Auf der Kuppe des Heiternhügels befindet sich der so genannte Heiternplatz. Dabei handelt es sich um eine 200 Meter lange und 150 Meter breite planierte Fläche, die auf allen Seiten von Linden umgeben ist. Der Heiternplatz war 1745 eingeebnet worden und diente einst als Musterungsgelände. Heute dient er als idealer Standort für Volksfeste und kulturelle Veranstaltungen. Oft wird er als «schönster Festplatz der Schweiz» bezeichnet. Am 13. Juli 2011 wurde der alte Baumbestand mit über 250-jährigen Linden durch einen Sturm stark beschädigt.

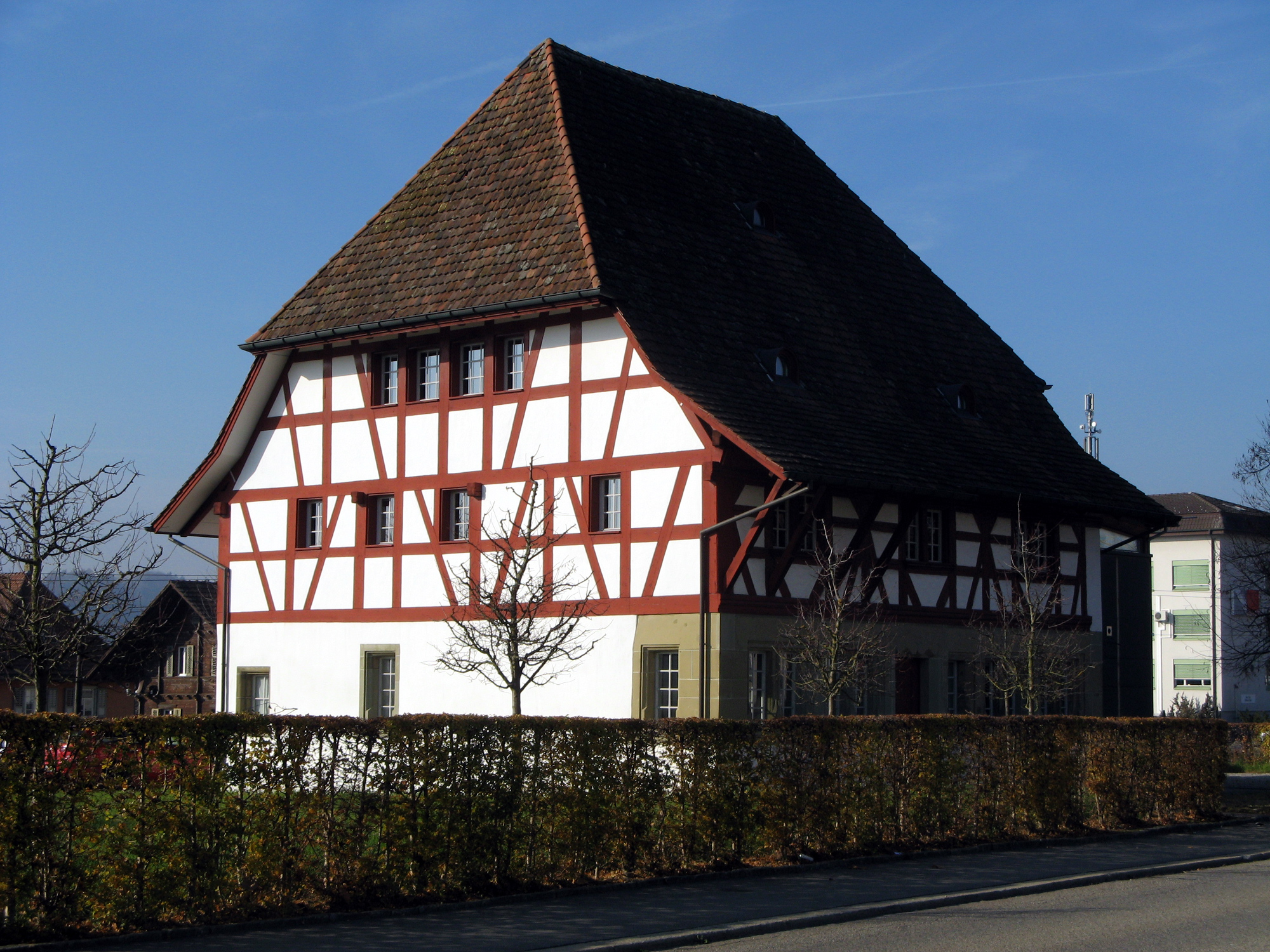
Siechenhaus

Neben dem Heiternplatz befinden sich der «Hirschpark» und der Obstsortengarten. Ersterer ist ein 1897 eröffneter, 3,5 Hektaren grosser Wildpark. Beim Obstsortengarten handelt es sich um ein neun Hektaren grosses Gelände mit über 750 Hochstamm-Obstbäumen, auf denen fast 400 verschiedene Obstsorten wachsen. Der von der Stiftung ProSpecieRara betreute Garten spielt eine wichtige Rolle für den Fortbestand alter und wenig bekannter Obstsorten. Am Südwesthang des Heitern stand einst die Villa rustica von Zofingen; besonders gut erhalten gebliebene Überreste dieses römischen Gutshofes sind Mosaikfussböden, die durch zwei neoklassizistische Schutzgebäude von 1830/31 vor dem Zerfall bewahrt werden.
1609 entstand im Nordwesten, damals weit ausserhalb der Stadtmauern gelegen, das Siechenhaus, in dem Personen mit ansteckenden Krankheiten versorgt wurden. Weit im Osten an der Grenze zu Bottenwil erhebt sich auf einem Hügel die Ruine der Burg Bottenstein, die im 13. Jahrhundert im Auftrag der gleichnamigen Ministerialenfamilie erbaut worden war. Bereits Mitte des 15. Jahrhunderts wurde die Burg verlassen und zerfiel zu einer Ruine, heute sind nur noch die Grundmauern übrig geblieben.

## Wappen
Die Blasonierung des Stadtwappens lautet: «Dreimal geteilt von Rot und Weiss.» Das Zofinger Wappen in seiner heutigen Form stammt aus dem Jahr 1387 und entspricht dem damaligen Stadtsiegel. Mit den vier Querbalken (rot, weiss, rot, weiss) besitzt es eine gewisse Ähnlichkeit mit dem österreichischen Wappen. Damit wird an die Habsburger erinnert, die von 1299 bis 1415 über die Stadt herrschten. Die älteste farbige Darstellung des Zofinger Banners ist in der Tschachtlanchronik des Berner Ratsherren Benedikt Tschachtlan aus dem Jahr 1470 zu finden.
Das Siegel von 1387 hat zwei Vorgänger. Auf dem im Jahr 1278 eingeführten Siegel ist ein Adler abgebildet, das Wappentier der Frohburger, der damaligen Stadtherren. Nach dem Übergang an die Habsburger wurde 1324 ein zweites Siegel angeschafft. Abgebildet sind ein Löwe (Wappentier der Habsburger) und der Heilige Mauritius (Zofingens damaliger Stadtpatron).

## Bevölkerung
Die Einwohnerzahlen entwickelten sich wie folgt (bis 2000 ohne Mühlethal):
| Jahr      | 1764  | 1803  | 1850  | 1900  | 1930  | 1950  | 1960  | 1970  | 1980  | 1990  | 2000  | 2010   | 2020   |
| Einwohner | 1'884 | 1'678 | 3'559 | 4'591 | 5'563 | 7'393 | 8'779 | 9'292 | 8'643 | 8'746 | 8'647 | 10'869 | 12'104 |

Am 31. Dezember 2023 lebten 12'796 Menschen in Zofingen, der Ausländeranteil betrug 21,3 % und lag damit unter dem kantonalen Durchschnitt von 27,3 %. Gemäss der Volkszählung von 2015 stammten von den damals 2132 Einwohnern mit ausländischer Staatsbürgerschaft 27,0 % aus Deutschland, 16,7 % aus Italien, 8,5 % aus Portugal, 6,4 % aus der Türkei, 5,4 % aus Kosovo, 3,8 % aus Serbien, 3,0 % aus Spanien, 2,5 % aus Kroatien, 2,3 % aus Bosnien und Herzegowina und 2,2 % aus Mazedonien. Bei der Volkszählung im Jahr 2000 gaben 88,3 % Deutsch als ihre Hauptsprache an, 3,6 % Italienisch, 1,5 % Portugiesisch, 1,4 % Serbokroatisch, 0,9 % Französisch, 0,6 % Spanisch sowie je 0,5 % Englisch und Türkisch.
1764 führte Bern erstmals eine Volkszählung durch; damals war Zofingen die grösste Stadt des Aargaus, 1850 war sie immerhin die zweitgrösste nach Aarau. Doch trotz eines kontinuierlichen Wachstums (mit Ausnahme der 1970er Jahre) haben seither weitere Gemeinden Zofingen überholt, da sich die Baulandreserven auf das flache, unbewaldete Drittel im Westen beschränken. Nach der Eingemeindung von Mühlethal stieg die Einwohnerzahl auf über 10'000, seither ist Zofingen auch statistisch gesehen eine Stadt. Im 19. Jahrhundert galt Zofingen als reformierte Hochburg, so betrug der Anteil der Katholiken im Jahr 1850 lediglich knapp drei Prozent. Dieser Anteil ist nach 1900 aufgrund der Zuwanderung aus der übrigen Schweiz und den Mittelmeerländern kontinuierlich angestiegen und beträgt heute rund ein Drittel. Bei der Volkszählung 2015 bezeichneten sich 33,5 % als reformiert und 26,5 % als römisch-katholisch; 40,0 % waren konfessionslos oder gehörten anderen Glaubensrichtungen an. Die Vereinigung Apostolischer Christen hat in Ruhbank an der Grenze zu Oftringen ihr ersterbautes und grösstes schweizerisches Kirchengebäude.

## Politik und Recht
Die Politische Gemeinde (im Kanton Aargau Einwohnergemeinde genannt) nimmt sämtliche kommunalen Aufgaben wahr, die nicht durch übergeordnetes Recht zum Wirkungskreis eines anderen Gemeindetyps (beispielsweise der Kirchgemeinden der Landeskirchen) erklärt worden sind.

### Legislative
- SP: 7
- Grüne: 6
- ft: 1
- EVP: 2
- GLP: 4
- Zm: 2
- Mitte: 3
- FDP: 8
- SVP: 7

Anstelle einer in kleineren Gemeinden üblichen Gemeindeversammlung vertritt seit 1966 das von den Zofinger Stimmberechtigten gewählte Gemeindeparlament, der Einwohnerrat, die Anliegen der Bevölkerung. Er besteht aus 40 Mitgliedern, die für jeweils vier Jahre im Proporzwahlverfahren gewählt werden. Ihm obliegt das Genehmigen des Steuerfusses, des Voranschlages, der Jahresrechnung, des Geschäftsberichts und der Kredite. Ebenso erlässt er Reglemente, kontrolliert die Amtsführung der Exekutive und entscheidet über Einbürgerungen. Die Einwohnerräte können parlamentarische Vorstösse (Motion, Postulat, kleine Anfrage) einreichen. Tagungsort ist der Stadtsaal.
Die rechts stehende Grafik zeigt die Zusammensetzung des Einwohnerrates nach der Wahl am 26. September 2021. Bei den bisherigen Wahlen erzielten die Parteien folgende Sitzzahlen:
| Partei             | 1965 | 1969 | 1973 | 1977 | 1981 | 1985 | 1989 | 1993 | 1997 | 2001 | 2005 | 2009 | 2013 | 2017 | 2021 |
| ------------------ | ---- | ---- | ---- | ---- | ---- | ---- | ---- | ---- | ---- | ---- | ---- | ---- | ---- | ---- | ---- |
| FDP                | 15   | 13   | 14   | 13   | 13   | 13   | 12   | 12   | 13   | 12   | 11   | 09   | 09   | 8    | 8    |
| SVP                | 03   | 03   | 03   | 03   | 04   | 06   | 07   | 05   | 08   | 10   | 08   | 10   | 10   | 9    | 7    |
| SP                 | 13   | 11   | 09   | 09   | 10   | 09   | 07   | 08   | 10   | 12   | 12   | 11   | 09   | 8    | 7    |
| Grüne              |      |      |      |      |      |      |      |      |      |      |      |      |      | 3    | 6    |
| glp                |      |      |      |      |      |      |      |      |      |      |      |      | 04   | 5    | 4    |
| Die Mitte1         | 02   | 02   | 02   | 03   | 03   | 03   | 02   | 02   | 06   | 06   | 06   | 06   | 03   | 3    | 3    |
| EVP                | 03   | 03   | 05   | 06   | 05   | 04   | 04   | 04   |      |      | 03   | 03   | 03   | 3    | 2    |
| Zofige macht’s     |      |      |      |      |      |      |      |      |      |      |      |      |      |      | 2    |
| farbtupfer (ft)    |      |      |      |      |      |      |      |      |      |      |      | 01   |      | 1    | 1    |
| JUSO & Alternative |      |      |      |      |      |      |      |      |      |      |      |      | 02   |      |      |
| LdU                |      |      | 01   | 02   | 02   | 02   | 02   | 01   |      |      |      |      |      |      |      |
| Freunde des ER     | 04   |      |      |      |      |      |      |      |      |      |      |      |      |      |      |
| Freie Bürger       |      | 03   |      |      |      |      |      |      |      |      |      |      |      |      |      |
| Aktives Zofingen   |      | 05   | 06   | 04   |      |      |      |      |      |      |      |      |      |      |      |
| Läbigs Zofige      |      |      |      |      | 03   | 03   | 05   | 04   | 02   |      |      |      |      |      |      |
| Auto-Partei        |      |      |      |      |      |      | 01   | 03   |      |      |      |      |      |      |      |
| Jungliberale       |      |      |      |      |      |      |      | 01   | 01   |      |      |      |      |      |      |

1 Bis 1993 CVP; 1997–2017 „Dynamische Mitte“ (CVP und Parteilose, 2009 auch glp, früher auch LdU und EVP)
Auch auf der Ebene der Einwohnergemeinde finden sich verschiedene Elemente der direkten Demokratie. So stehen der Bevölkerung fakultative und obligatorische Referenden sowie die Volksinitiative zu.

### Exekutive

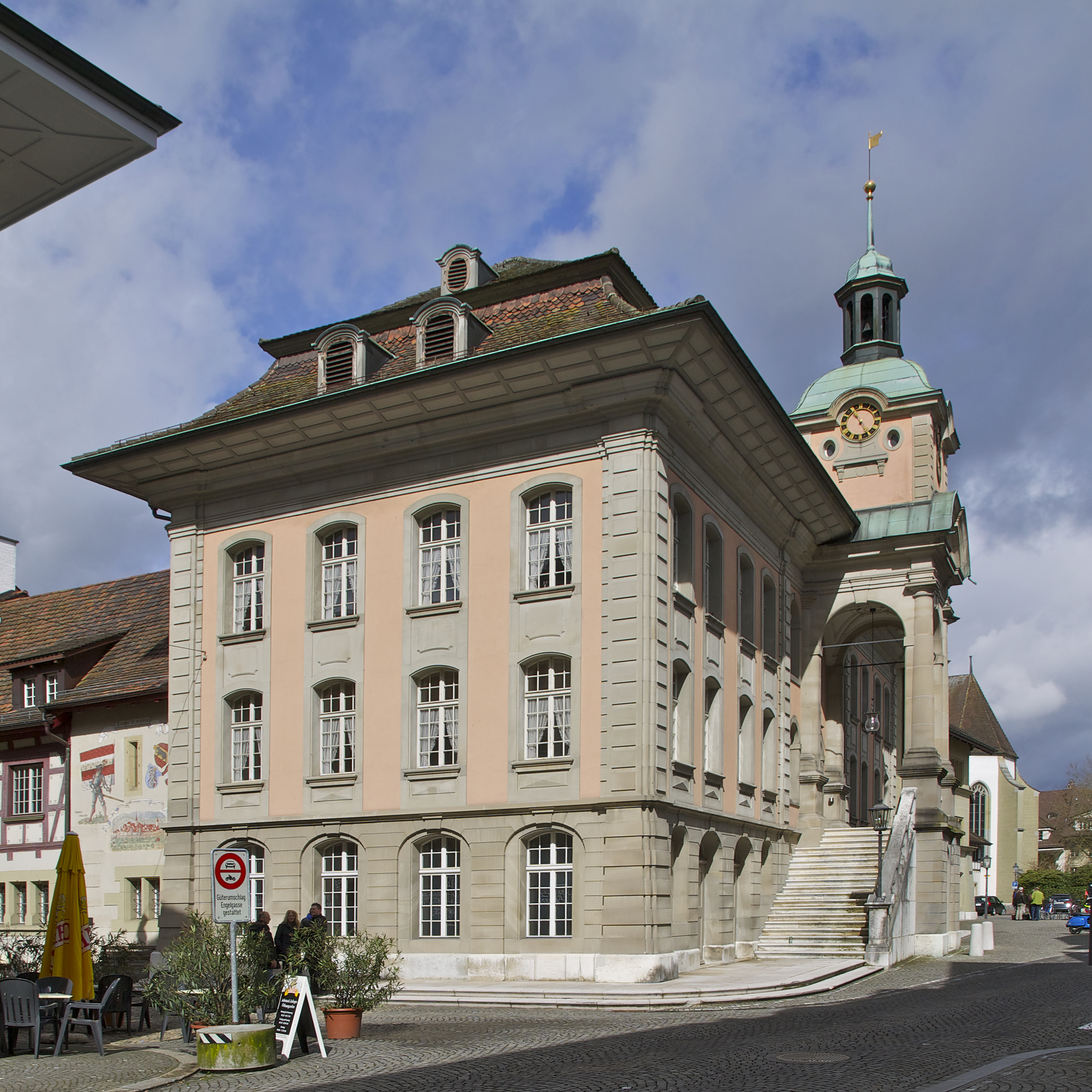
Zofinger Rathaus

Ausführende Behörde ist der siebenköpfige Stadtrat. Er wird vom Volk für jeweils vier Jahre im Majorzverfahren gewählt. Der Stadtrat führt und repräsentiert die Einwohnergemeinde. Dazu vollzieht er die Beschlüsse des Einwohnerrates und die Aufgaben, die ihm vom Kanton zugeteilt wurden. Die Sitzungen finden im Rathaus statt. Als Vorsteher der Exekutive übt der Stadtammann seine Tätigkeiten im Vollamt aus, die übrigen Stadträte im Nebenamt.
Die sieben Stadträte der Amtsperiode 2022–2025 sind:
- Christiane Guyer (Grüne), Stadtammann
- Andreas Rüegger (FDP), Vizeammann
- Lukas Fankhauser (SP)
- Dominik Gresch (glp)
- Peter Siegrist (parteilos)
- Rahela Syed (SP)
- Robert Weishaupt (Die Mitte)

### Judikative
Für Rechtsstreitigkeiten ist in erster Instanz das Bezirksgericht Zofingen zuständig. Zofingen ist Sitz des Friedensrichterkreises XVI, der den östlichen Teil des Bezirks umfasst. Ausserdem ist Zofingen seit 2011 Sitz der Staatsanwaltschaft der Bezirke Zofingen und Kulm.

### Nationale Wahlen
Bei den Schweizer Parlamentswahlen 2023 betrugen die Wähleranteile in Zofingen: SVP 24,9 % (+2,0 %), SP 23,6 % (+2,0 %), FDP 15,6 % (±0,0 %), glp 9,3 % (−2,7 %), Mitte 9,3 % (+1,5 %), Grüne 8,5 % (−3,5 %), EVP 5,0 % (−0,3 %), EDU 1,0 % (±0,0 %).

### Ortsbürger

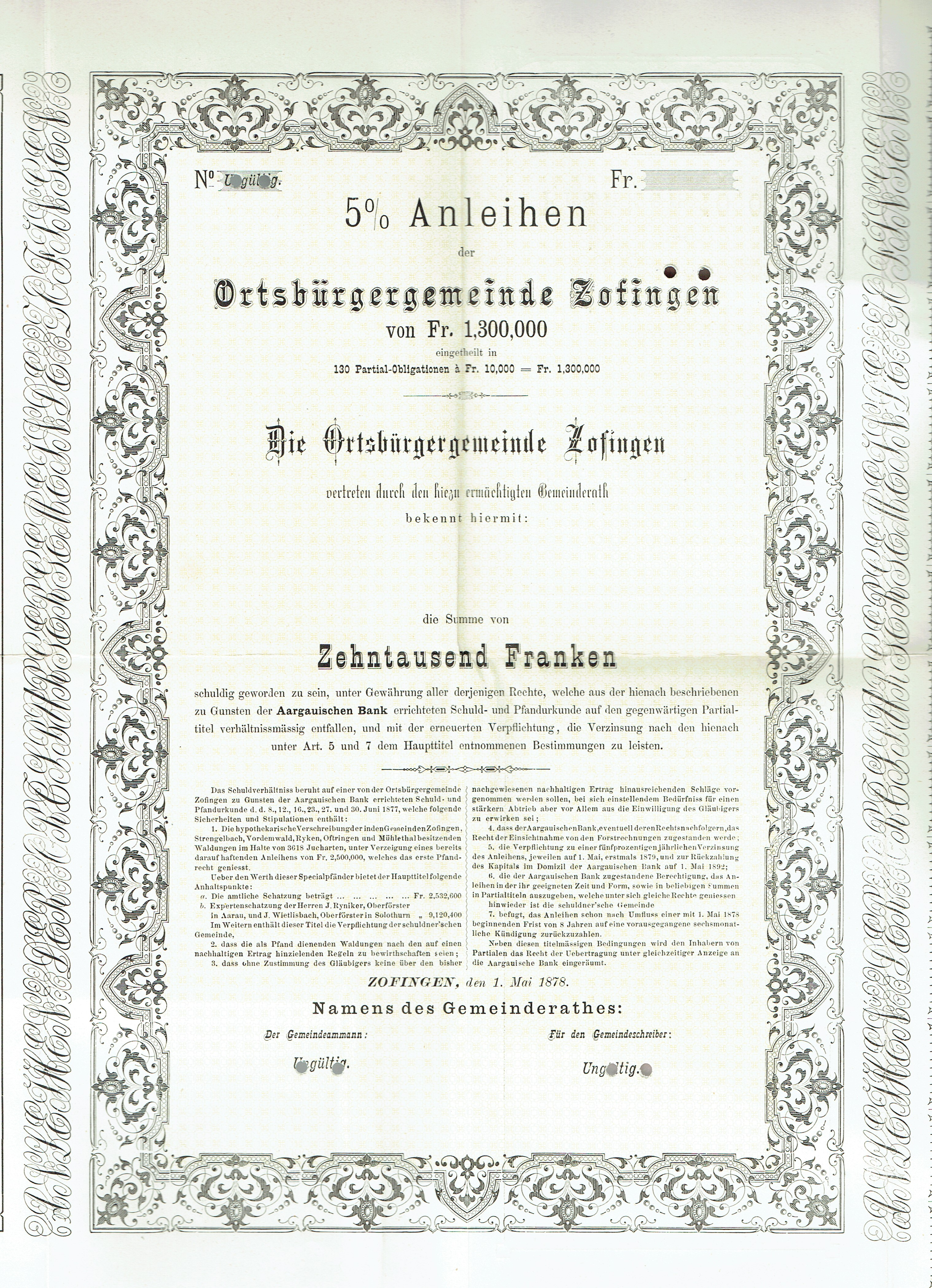
Nicht ausgegebene Anleihe der Ortsbürgergemeinde Zofingen vom 1. Mai 1878

Der Ortsbürgergemeinde gehören jene Einwohner an, die das Bürgerrecht von Zofingen besitzen. Ihre Hauptaufgabe ist die Verwaltung des Ortsbürgervermögens, dessen Ursprung in den Bürgergütern liegt, die aus der Zeit des Ancien Régime übernommen wurden. Beispielsweise besitzt die Ortsbürgergemeinde eine Waldfläche von über 14,5 km², die sich auf acht Gemeinden in den Kantonen Aargau und Luzern verteilt; sie ist damit nach dem Kanton die zweitgrösste Waldeigentümerin im Aargau. Die Bewirtschaftung erfolgt durch ein eigenes Forstamt. Zum Eigentum der Ortsbürgergemeinde gehören auch das Zunfthaus zu Ackerleuten, ein Pächterhof im Riedtal, die Stadtbibliothek, das Stadtarchiv und das Stadtmuseum. Legislative ist die Ortsbürgerversammlung, Exekutive der Stadtrat der Einwohnergemeinde (dem auch Nicht-Ortsbürger angehören).

## Wirtschaft

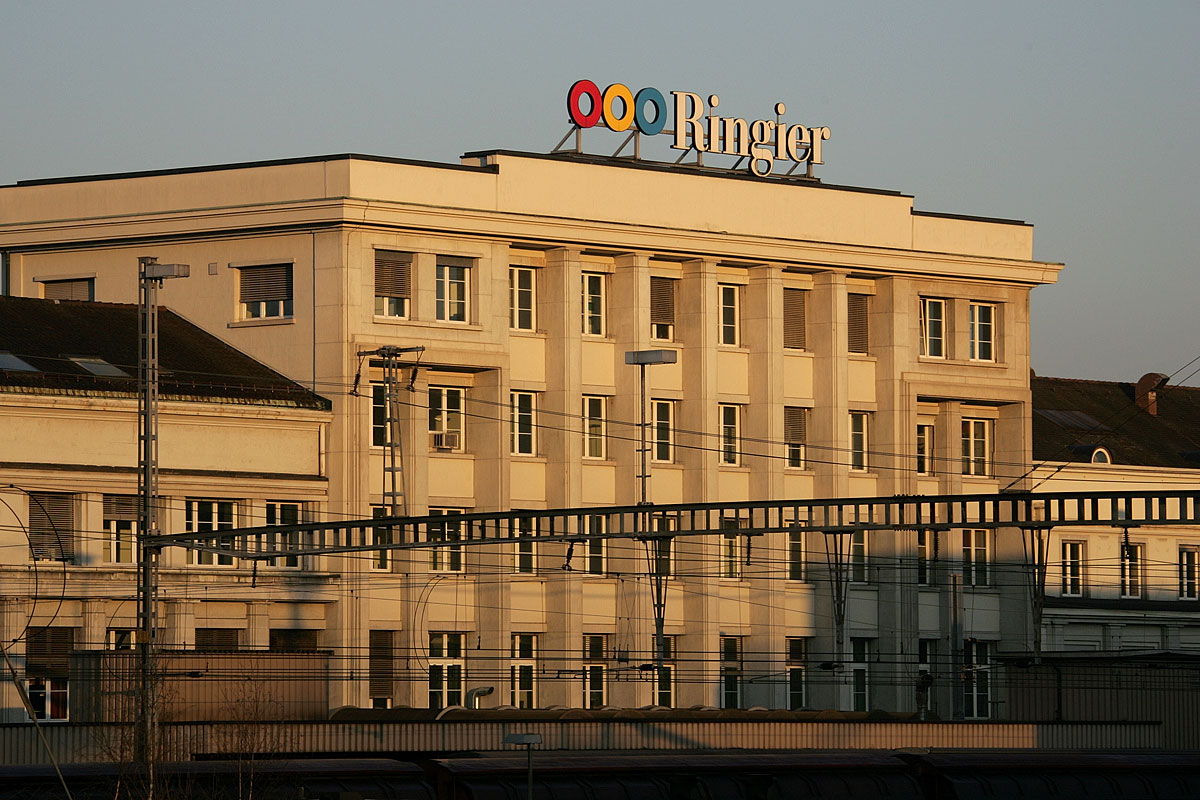
Hauptsitz des Ringier-Konzerns

In Zofingen gibt es gemäss der im Jahr 2015 erhobenen Statistik der Unternehmensstruktur (STATENT) rund 10'800 Arbeitsplätze, davon 1 % in der Landwirtschaft, 31 % in der Industrie und 68 % im Dienstleistungsbereich. Rund ein Drittel der Arbeitsplätze des gesamten Bezirks sind im Hauptort konzentriert. Zofingen ist damit nicht nur das wirtschaftliche Zentrum des südwestlichen Aargaus, auch zahlreiche Gemeinden im Nordwesten des Kantons Luzern zählen zum Einzugsgebiet.
Mehrere international tätige Konzerne haben ihren Hauptsitz in Zofingen. Am bekanntesten ist das Verlagshaus Ringier, der grösste Medienkonzern der Schweiz (u. a. Blick, Schweizer Illustrierte, Tele, Glückspost, zahlreiche Beteiligungen in Osteuropa und Asien). Müller Martini ist der weltweit grösste Hersteller von Systemen für die Druckweiterverarbeitung, sie entwickelt und produziert Anlagen und Systeme für die grafische Industrie weltweit. Die Siegfried Holding ist ein bedeutender Fabrikationsbetrieb für pharmazeutische Wirkstoffe. Die Modehandelskette Tally Weijl hatte von 1996 bis 2006 ihren Hauptsitz in Zofingen. 2008 verlegte die Postfinance der Schweizerischen Post eines ihrer beiden Rechenzentren hierhin.
Neben diesen Konzernen gibt es noch rund 700 kleine und mittlere Unternehmen, wobei die auf hochwertige Nischenprodukte spezialisierte Textilindustrie einen überdurchschnittlich hohen Anteil aufweist. Diese Unternehmen sind im Gewerbeverein Zofingen und im Handels- und Industrieverein Zofingen zusammengeschlossen. Trotz sinkender Erträge besitzt die Forstwirtschaft noch immer eine gewisse Bedeutung. Von nationalem Interesse ist der Bio Marché, die bedeutendste Schweizer Bio-Messe, die seit dem Jahr 2000 im Frühsommer in Zofingen stattfindet und jedes Jahr rund 40'000 Besucher aus der Schweiz und dem angrenzenden Ausland anzieht. Die 1891 gegründete Landwirtschaftliche Genossenschaft Unterwiggertal wurde in LANDI Zofingen, Genossenschaft umbenannt.

## Verkehr und Infrastruktur

### Schienen- und Strassenverkehr

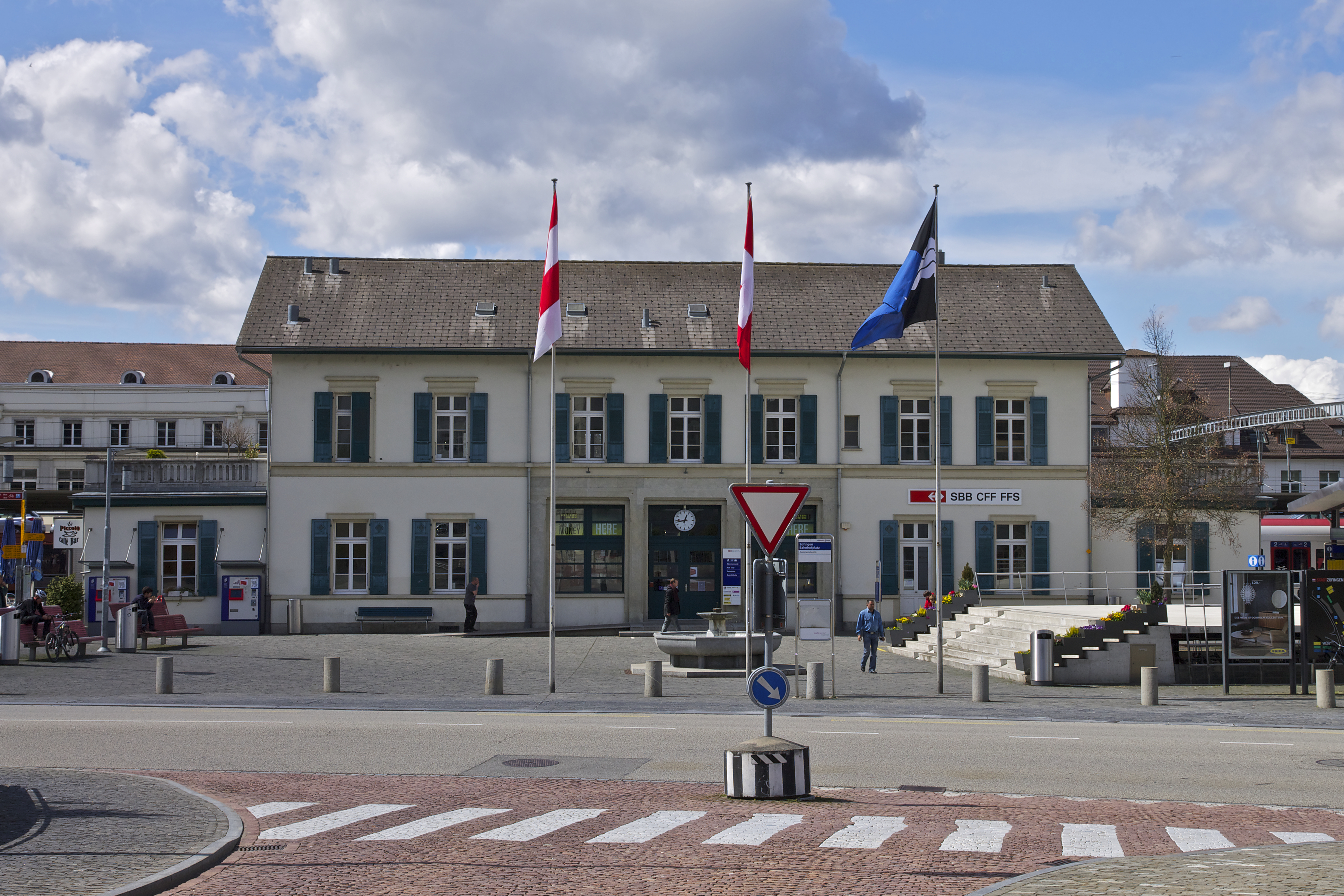
SBB-Bahnhof

Zofingen ist verkehrstechnisch ausgezeichnet erschlossen. Zwei Kilometer nordwestlich der Stadt liegt das Autobahndreieck Wiggertal, wo die A2 auf die A1 trifft; die zwei wichtigsten Autobahnen der Schweiz. Die Autobahnausfahrt befindet sich in unmittelbarer Nähe auf dem Gebiet der Nachbargemeinde Oftringen. Zofingen liegt an der Hauptstrasse 2 (Basel–Olten–Luzern–Gotthardpass). Eine weitere bedeutende Verkehrsachse ist die hier abzweigende Hauptstrasse 255 nach Langenthal, wo sie an weitere Hauptstrassen nach Burgdorf und Bern angeschlossen ist.
Der Bahnhof Zofingen der SBB befindet sich an der Haupttransitachse Basel–Luzern–Gotthard–Mailand, stündlich halten mehrere Schnell- und Regionalzüge. Seit der Eröffnung der Neubaustrecke Mattstetten–Rothrist am 12. Dezember 2004 gibt es direkte Schnellzüge nach Bern, ohne Umweg über Olten. Eine weitere Bahnlinie führt von Zofingen über Suhr nach Lenzburg.
Vom Bahnhof aus verkehren Buslinien nach Aarburg, Brittnau, Murgenthal, Richenthal, St. Urban, Schöftland und Vordemwald. Diese werden von Limmat Bus betrieben, einer Tochtergesellschaft des Verkehrsunternehmens Aargau Verkehr. An Wochenenden verkehrt ein Nachtbus von Olten über Zofingen und Brittnau nach Vordemwald.

### Versorgung
Die Städtischen Werke Zofingen (StWZ, bis 1953 Licht- und Wasserwerke Zofingen) versorgen die Stadt mit Elektrizität, Erdgas und Trinkwasser. Die Holding besteht aus der Muttergesellschaft StWZ Energie AG sowie drei Tochtergesellschaften, Alleinaktionärin ist die Einwohnergemeinde. Die StWZ entstanden 1916 durch die Zusammenlegung der privaten Elektrizitätsgesellschaft Zofingen mit den städtischen Wasser- und Gaswerken.
Jahrhundertelang versorgte der Stadtbach die Zofinger Gewerbebetriebe mit Brauchwasser, während ein Holzröhrennetz Trinkwasser aus Quellen im Banwald zu den Brunnen in die Stadt leitete. 1887 begann der Bau einer modernen Hochdruckwasserversorgung, und 1890 wurde ein Reservoir auf dem Brunnhübel in Betrieb genommen. Die grösser werdende Bevölkerungszahl erforderte 1933 die Höherlegung des Reservoirs und fünf Jahre später das zusätzliche Anzapfen eines Grundwasserstroms. Ab 1890 stieg neben dem Wasserverbrauch auch die Abwassermenge markant an, und diverse Hausbesitzer verlegten in eigener Initiative Abwasserrohre. Nach jahrelangen Debatten entstand zwischen 1920 und 1941 ein öffentliches Kanalisationsnetz. An der Wigger existierte ab 1931 eine städtische Kläranlage. Diese wurde 1968 durch eine regionale Kläranlage in Oftringen ersetzt. Erste Vorschläge zum Aufbau eines Stadtgasnetzes hatte es bereits 1856 gegeben, doch das Vorhaben verlief im Sande. 1872 nahm man einen weiteren Anlauf, und 1876 konnte das städtische Gaswerk eröffnet werden. 1896 erhielt es Konkurrenz durch die Einführung der Elektrizität. Der Strom stammte aus dem nahe gelegenen Laufwasserkraftwerk Ruppoldingen an der Aare. Nach dem Anschluss an den Gasverbund Mittelland wurde das Gaswerk 1968 stillgelegt.

## Bildung
Zofingen ist der wichtigste Bildungsstandort des südwestlichen Aargaus, so dass es den meisten Kindern und Jugendlichen möglich ist, hier ihre gesamte Schulzeit bis zur Erlangung der Hochschulreife zu absolvieren. Die vom Volk gewählte fünfköpfige Schulpflege trägt die Verantwortung für die ordentliche Erfüllung sämtlicher Aufgaben der Volksschule und ist primär auf strategischer Ebene tätig. Für operative Aufgaben setzt sie eine Schulleitung ein, welche die pädagogische, personelle und administrative Leitung im Rahmen der ihr übertragenen Kompetenzen übernimmt.

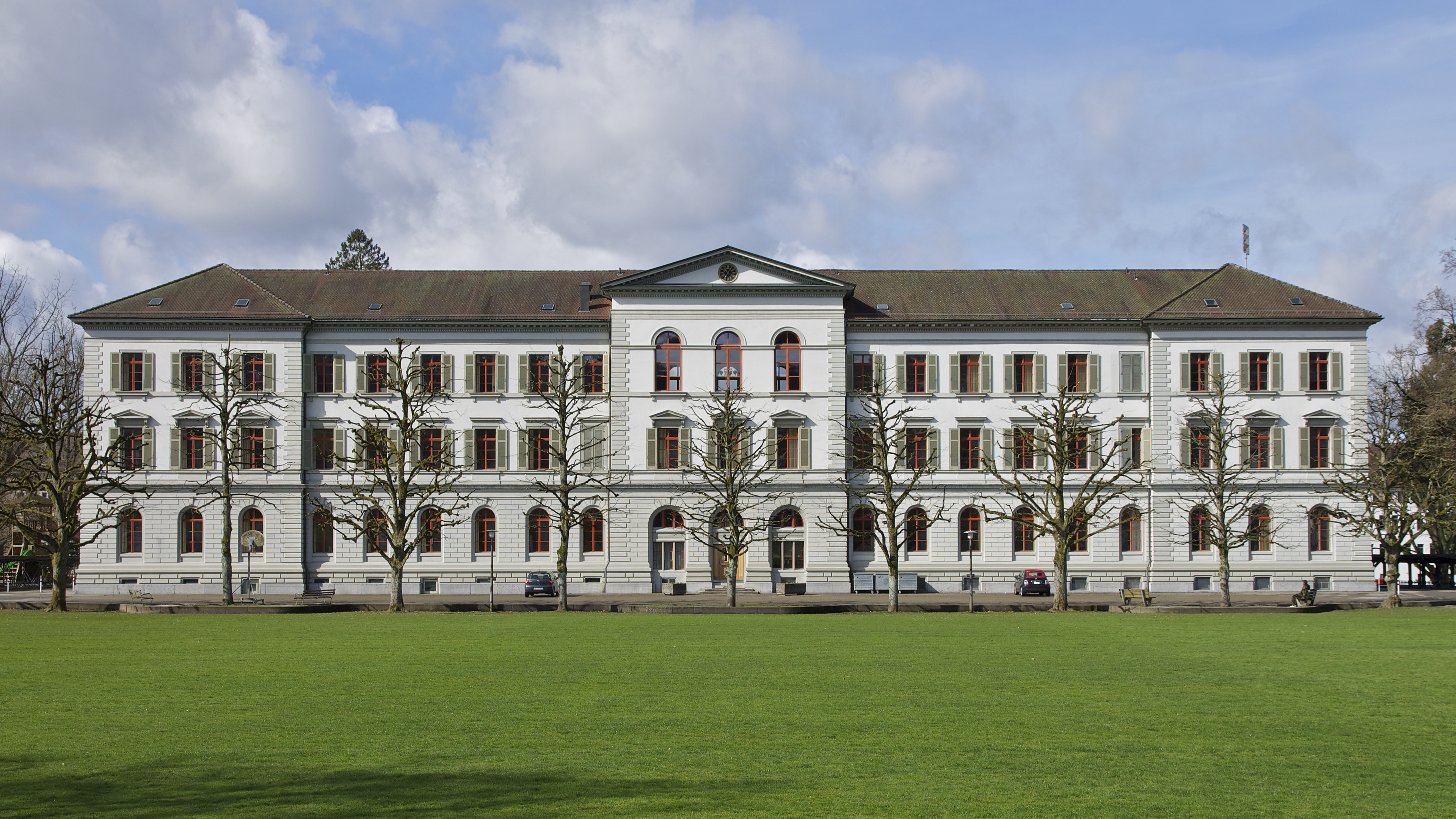
Gemeindeschulhaus

In Zofingen gibt es sechs Kindergärten mit neun Abteilungen, hinzu kommen vier Schulhäuser. Es werden sämtliche Stufen der obligatorischen Volksschule unterrichtet, bestehend aus der Primarschule bis zum 6. Schuljahr sowie – je nach Leistungsvermögen – der Realschule, der Sekundarschule und der Bezirksschule bis zum 9. Schuljahr. Grösstes Schulgebäude ist das zentral gelegene Gemeindeschulhaus mit fast der Hälfte aller Schüler (Primar-, Sekundar- und Realschule). Die Bezirksschule ist in einem eigenen Gebäude neben dem Gemeindeschulhaus untergebracht, in Mühlethal wird eine kleine Primarschule geführt. Südwestlich des Bahnhofs befindet sich das Bildungszentrum Zofingen (BZZ). Der Kanton Aargau führt dort die Kantonsschule, die Pädagogische Hochschule der Fachhochschule Nordwestschweiz (Ausbildung von Primarlehrkräften) und zwei Berufsschulen, während die Stadt Zofingen mit einer weiteren Primarschule und einer Heilpädagogischen Sonderschule vertreten ist.
1270 wurde erstmals ein Schulherr (scolusticus) urkundlich erwähnt, der die Aufsicht über die vom Chorherrenstift betriebene Lateinschule innehatte. Mit der Säkularisation des Stifts ging das Recht der Schulherrenwahl 1528 an Bern über, und der Schulbesuch diente hauptsächlich als Vorbereitung auf die Berner Akademie. Eine zusätzliche deutsche Schule, die Vorgängerin der heutigen Volksschule, ist erstmals für die Mitte des 15. Jahrhunderts belegt. In der zweiten Hälfte des 18. Jahrhunderts blieb eine Anpassung des Schulstoffes im Sinne der Aufklärung – im Gegensatz etwa zu Aarau – vorerst weitgehend aus. Christian Heinrich Zeller führte schliesslich von 1808 bis 1819 eine umfassende Schulreform durch. 1835 erfolgte die Gründung der Bezirksschule. Zwischen 1874 und 1877 entstand das Zofinger Gemeindeschulhaus. Es war derart grosszügig dimensioniert, dass das letzte verfügbare Schulzimmer erst sechs Jahrzehnte später belegt wurde. 1958 bezog die Bezirksschule ihr eigenes Gebäude, 1977 folgte die Eröffnung des Bildungszentrums.

## Kultur

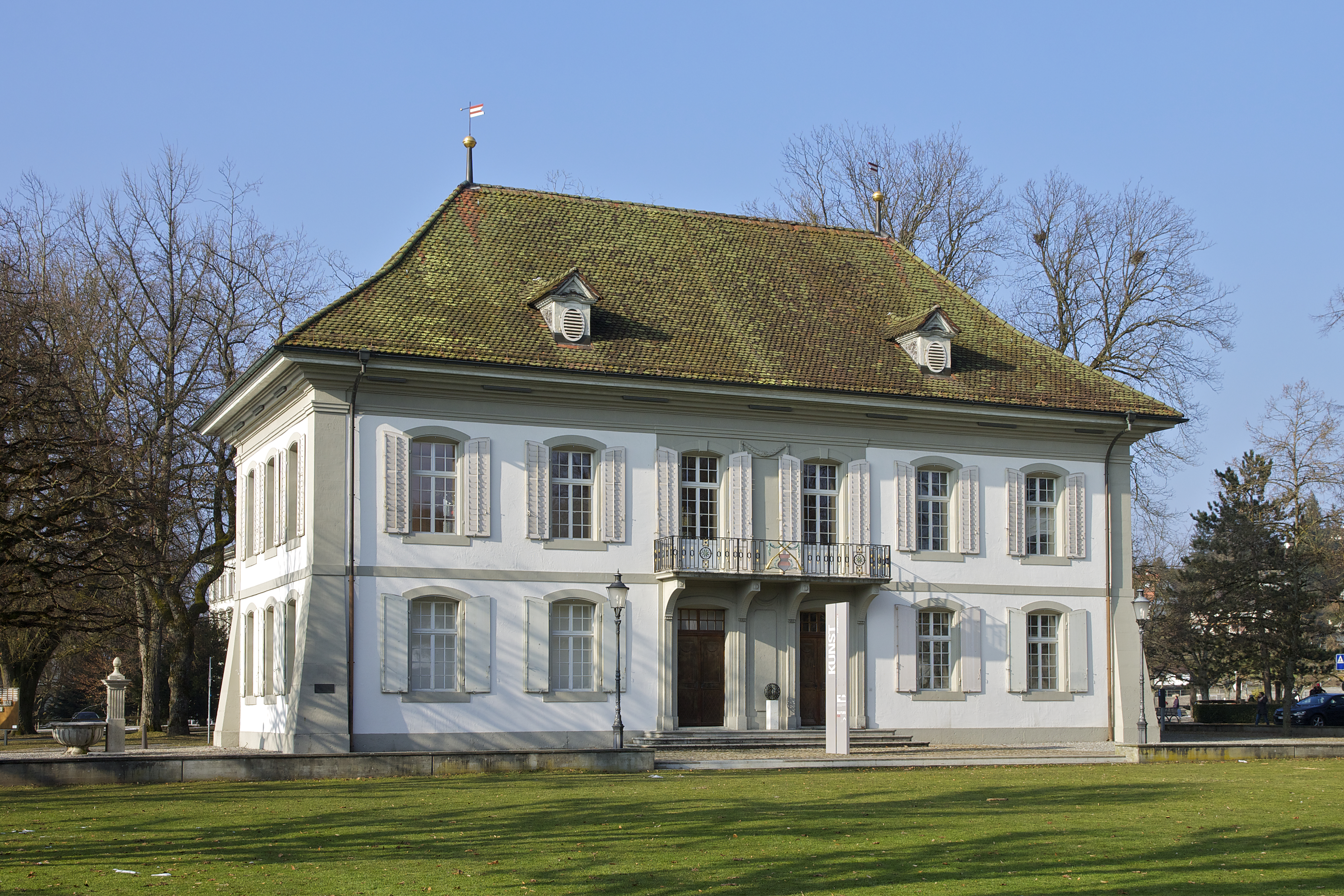
Altes Schützenhaus

Die Anfänge der Stadtbibliothek reichen bis ins Jahr 1693 zurück. Mit über 100'000 Werken ist sie heute die zweitgrösste Bibliothek des Aargaus, nach der Kantonsbibliothek in Aarau. Seit 1974 hat sie ihr Domizil in der ehemaligen Lateinschule. Das 1901 eröffnete Stadtmuseum geht auf Schenkungen des Textilindustriellen Gustav Straehl und des Apothekers Hermann Fischer-Siegwart zurück. Sie stellten 150'000 Franken (nach heutigem Wert ungefähr 6 Millionen) für den Bau eines Museums sowie ihre Privatsammlungen zur Verfügung. Durch weitere Schenkungen konnte das Museum sukzessive erweitert werden. Die Historische Abteilung befasst sich mit der Stadtgeschichte sowie mit der Entwicklung der Druckindustrie und der Geschichte der Zofingia. In der Naturhistorischen Abteilung befindet sich eine umfangreiche Naturaliensammlung.
Das Alte Schützenhaus beherbergt das städtische Kunsthaus Zofingen sowie private Sammlungen. Es ist vor allem auf bildende Kunst und moderne Malerei spezialisiert, wobei bevorzugt Werke von Künstlern aus der Region gezeigt werden. Jedes Jahr wird im August in der Altstadt ein Kunstmarkt veranstaltet, an dem Künstler aus der ganzen Schweiz ihre Werke ausstellen und verkaufen. Im Stadtsaal finden regelmässig Theateraufführungen, Comedyprogramme und Konzerte aus den Bereichen Klassik, Jazz und Pop/Rock statt, in der «Kleinen Bühne» zusätzlich auch literarische Vorlesungen. Der Kulturverein «OX. Kultur im Ochsen» organisiert Konzerte verschiedener Stilrichtungen und fördert die regionale Rock- und Rapszene. Bis 2015 war der Kulturverein im Saal der «Genossenschaft Ochsen» untergebracht, seither an der Oberen Brühlstrasse.

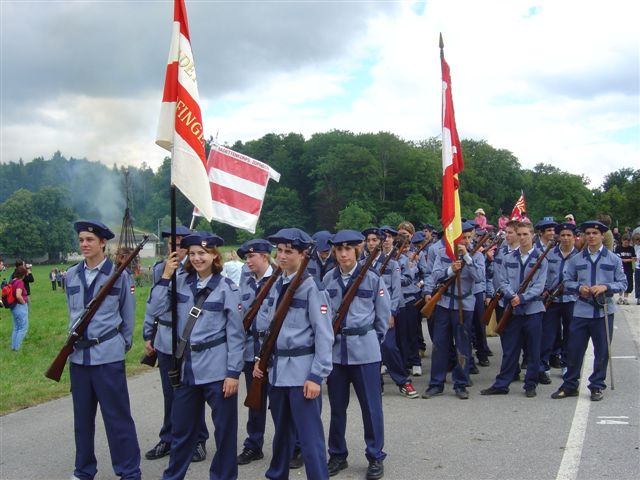
Das Zofinger Kadettencorps mit der erbeuteten Freischarenfahne während des Zofinger Kinderfestes

1991 fand auf dem Heiternplatz erstmals das Heitere Open Air mit bekannten Pop- und Rockbands aus dem In- und Ausland statt, das sich zu einem Grossanlass mit 35’000 Besuchern entwickelt hat. In unregelmässigen Abständen wird auch ein «Classic Open Air» durchgeführt: Verschiedene Opernstars wie Plácido Domingo und Montserrat Caballé sind schon in Zofingen aufgetreten. Der «Kulturverein Hirzenberg» veranstaltet seit 2003 im Haus Hirzenberg regelmässig klassische Konzerte mit international renommierten Künstlern. So traten im Rahmen des «Hirzenberg-Festivals» beispielsweise das Casal-Quartett, Thomas Demenga und Carolin Widmann auf. Im Übrigen finden seit 2006 die Literaturtage Zofingen statt: Diese werden immer im Anschluss an die Frankfurter Buchmesse abgehalten, und es reisen ein paar Autorinnen und Autoren des jeweiligen Gastlandes vom Main nach Zofingen.
Höhepunkt des Festkalenders ist das Zofinger Kinderfest jeweils am ersten Freitag im Juli. Es umfasst einen Umzug der Schuljugend durch die Stadt, das Manöver des Kadettencorps und ein Bankett. Ergänzt wird das Kinderfest durch den am Montag zuvor stattfindenden Anlass «New Orleans meets Zofingen» mit diversen Konzerten aus den Bereichen Jazz und Blues.
Jährlich am 4. Dezember findet der Chlauseinzug statt, bei dem mehrere Samichläuse in die Altstadt einziehen. Begleitet werden sie von ihren Schmutzli, einer Trychler-Gruppe, Geisslechlepfern und Schulkindern mit Laternen. Auf dem Kirchplatz folgt anschliessend die Bescherung der Kinder.

## Sport
Auf der Leichtathletikanlage «Trinermatten» fanden schon zahlreiche nationale und internationale Wettkämpfe statt, darunter mehrmals Schweizermeisterschaften. Grosser Beliebtheit erfreuen sich auch das Schwimmbad sowie die Kletterwand in der Mehrzweckhalle. Mannschaftssportarten sind in Zofingen eher untervertreten. Bekannte Ausnahmen bilden der TV Zofingen, der in der Nationalliga B spielt und 1978 sowie 1983 Schweizer Meister wurde, sowie der SC Zofingen in der 1. Liga der Fussball-Meisterschaft. Zofingen ist seit 1989 Austragungsort des Powerman Zofingen, der jährlich im September stattfindenden offiziellen Duathlon-Weltmeisterschaft über die Langdistanz.

## Persönlichkeiten
Die nachfolgenden Personen wurden in Zofingen geboren oder stehen in Verbindung mit der Stadt (Liste nach Geburtsjahr geordnet).

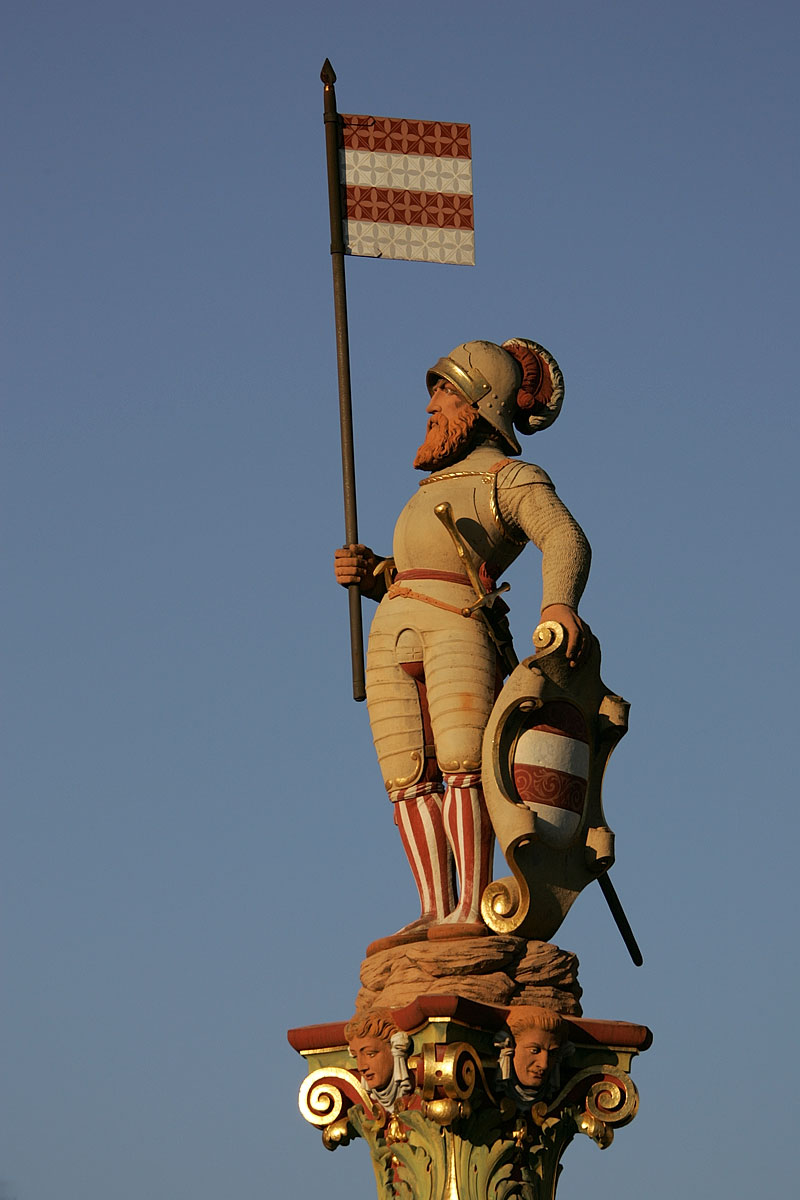
Niklaus-Thut-Brunnen in der Zofinger Altstadt

- Niklaus Thut († 1386), legendärer Stadtheld
- Heinrich Laufenberg (1391/1399–1460), Dichter und Sachbuchautor, ab 1424 Dekan im Mauritiusstift Zofingen[106]
- Hemmann Haberer (1505–1577), Landschreiber und Bühnenautor
- Johannes Huldrich Ragor (1534–1604), Lehrer und Pfarrer im Ort
- Johann Caspar Seelmatter (1644–1715), evangelischer Geistlicher, Jurist und Hochschullehrer
- Johann Rudolf Rudolf (1646–1718), Theologe
- Samuel Schumacher (1664–1701), evangelischer Geistlicher und erster Schweizer Pietist
- Johann Jakob Dachs (1667–1744), Hauptpfarrer in Bern
- Johann Georg Altmann (1697–1758), Theologe
- Samuel Gränicher (1758–1813), Kunstmaler und Kupferstecher
- Samuel Ringier (1767–1826), entwarf das Aargauer Kantonswappen
- Wilhelm Suter (1806–1882), Zeichner, Lithograph und Stahl- und Kupferstecher
- Samuel Friedrich Siegfried (1809–1882), Regierungs-, National- und Ständerat
- Hermann Siegfried (1819–1879), Topograph und Kartograph
- Friedrich Goll (1829–1903), Neuroanatom
- Hermann Fischer-Sigwart (1842–1925), Apotheker, Naturforscher und Museumsgründer
- Arnold Ringier (1845–1923), Regierungsrat
- Samuel Benoni Siegfried (1848–1905), Gründer der heutigen Siegfried Holding
- Paul Salvisberg (1855–1925), Verleger, Kunsthistoriker und Schriftsteller
- Hans Suter (1860–1930), Nationalrat und Stadtammann von Zofingen
- Hans Lehmann (1861–1946), Kunsthistoriker
- Werner Sutermeister (1868–1939), Schüttelreimer
- Hanna Brack (1873–1955), Sekundarschullehrerin und Autorin
- Gottfried Keller (1873–1945), Ständerat
- Marie Burger-Mathys (1875–1953), Konzertsängerin und Gesangspädagogin
- Emil Keller (1878–1965), National- und Regierungsrat
- Paul Andres (1882–1974), Politiker
- Ernst Meissner (1883–1939), Mathematiker
- Karl Friedrich Suter (1884–1952), Kunsthistoriker
- Aimé Félix Tschiffely (1895–1954), Abenteurer und Schriftsteller
- Walther Geiser (1897–1993), Komponist und Musikpädagoge
- Walther Leber (1906–1996), Nationalrat, Stadtammann von Zofingen
- Max Müller (1907–1987), Stadtammann von Baden AG und Grossrat
- Fritz Strebel (1920–1997), Maler, Zeichner, Lithograf, Radierer, Druckgrafiker und Kunstlehrer
- Heini Gränicher (1924–2004), Physiker
- Eva Aeppli (1925–2015), Materialkünstlerin
- Heinz Huber (1926–2000), Mathematiker und Hochschullehrer
- Urs Schwarz (1926–2015), Ökonom und Politiker, Nationalrat
- Paul Schauenberg (1928–2019), Zoologe, Botaniker und Autor
- Willy Loretan (* 1934), National- und Ständerat, Stadtammann von Zofingen
- Erich von Däniken (* 1935), Schriftsteller
- Heinz Bäni (1936–2014), Fussballspieler
- Ernst Halter (* 1938), Schriftsteller und Publizist
- Hansjörg Schneider (* 1938), Dramatiker und Schriftsteller
- Margrit Schriber (* 1939), Schriftstellerin
- Johannes Siegrist (* 1943), Medizinsoziologe
- Josef Imbach (* 1945), Theologe und Franziskaner
- Walter Baltisberger (* 1948), Apostel der Vereinigung Apostolischer Christen
- Urs Linsi (* 1949), Finanzmanager und Sportfunktionär
- Michael Ringier (* 1949), Verleger
- Walter Siegfried (* 1949), Performer
- Therese Frösch (* 1951), Nationalrätin
- Barbara Schirmer (* 1951), Musikerin und Komponisten
- Max Schär (* 1953), Handballer, Schweizer Rekordinternationaler
- Roger Lille (1956–2014), Schriftsteller und Theaterpädagoge
- Uri Kaufmann (* 1957), Historiker
- Rolf Lappert (* 1958), Schriftsteller
- Peter Gautschi (* 1959), Geschichtsdidaktiker
- Renata Siegrist-Bachmann (* 1959), Feldenkrais-Pädagogin und Politikerin (GLP)
- Thomas Vogel (* 1959), Journalist
- Dieter Ammann (* 1962), Musiker und Komponist
- Thomas Burgherr (* 1962), Politiker (SVP) und Unternehmer
- Bernd Kohlhepp (* 1962), Kabarettist
- Roman Bösch (* 1964), Autor, Schriftsteller und Psychologe
- Kosta Zafiriou (* 1966), Schlagzeuger der Band Pink Cream 69
- Marcel Lüscher (* 1971), Jazzmusiker
- Andreas Urs Sommer (* 1972), Philosoph
- Thomas Lüscher (* 1978), Jazzmusiker
- Daniel Hölzle (* 1981), Einwohnerrat, Grossrat (Grüne)
- Cédric Wermuth (* 1986), Nationalrat
- Chris Baltisberger (* 1991), Eishockeyspieler
- Melanie Müller (* 1996), Fussballspielerin
- Silvan Schwegler (* 2003), Fussballspieler

## Abgeleitete Namen
- Zofi ist der Dackel des Reporters Ringgi in der Kinderbuchserie Ringgi und Zofi.
- Zofingia ist der Kurzname des Schweizerischen Zofingervereins.